# Olaszország az 1996. évi nyári olimpiai játékokon
Olaszország az egyesült államokbeli Atlantában megrendezett 1996. évi nyári olimpiai játékok egyik részt vevő nemzete volt. Az országot az olimpián 27 sportágban 340 sportoló képviselte, akik összesen 35 érmet szereztek.

## Érmesek
| Érem  | Versenyző | Sportág       | Versenyszám                |
| ----- | --- | ------------- | -------------------------- |
| Arany | Davide Tizzano Agostino Abbagnale | Evezés        | Férfi kétpárevezős         |
| Arany | Antonio Rossi | Kajak-kenu    | Férfi kajak egyes 500 m    |
| Arany | Antonio Rossi Daniele Scarpa | Kajak-kenu    | Férfi kajak kettes 1000 m  |
| Arany | Andrea Collinelli | Kerékpározás  | Férfi egyéni üldözőverseny |
| Arany | Silvio Martinello | Kerékpározás  | Férfi pontverseny          |
| Arany | Antonella Bellutti | Kerékpározás  | Női egyéni üldözőverseny   |
| Arany | Paola Pezzo | Kerékpározás  | Női terep-kerékpározás     |
| Arany | Roberto Di Donna | Sportlövészet | Férfi légpisztoly          |
| Arany | Ennio Falco | Sportlövészet | Férfi skeet                |
| Arany | Jury Chechi | Torna         | Férfi gyűrű                |
| Arany | Alessandro Puccini | Vívás         | Férfi tőr, egyéni          |
| Arany | Sandro Cuomo Angelo Mazzoni Maurizio Randazzo | Vívás         | Férfi párbajtőr, csapat    |
| Arany | Francesca Bortolozzi-Borella Giovanna Trillini Valentina Vezzali | Vívás         | Női tőr, csapat            |
| Ezüst | Elisabetta Perrone | Atlétika      | Női 20 km gyaloglás        |
| Ezüst | Fiona May | Atlétika      | Női távolugrás             |
| Ezüst | Girolamo Giovinazzo | Cselgáncs     | Férfi légsúly              |
| Ezüst | Beniamino Bonomi | Kajak-kenu    | Férfi kajak egyes 1000 m   |
| Ezüst | Beniamino Bonomi Daniele Scarpa | Kajak-kenu    | Férfi kajak kettes 500 m   |
| Ezüst | Imelda Chiappa | Kerékpározás  | Női egyéni mezőnyverseny   |
| Ezüst | Nemzeti válogatott Andrea Gardini Marco Meoni Pasquale Gravina Paolo Tofoli Samuele Papi Andrea Sartoretti Marco Bracci Lorenzo Bernardi Luca Cantagalli Andrea Zorzi Andrea Giani Vigor Bovolenta                                                  | Röplabda      | Férfi                      |
| Ezüst | Albano Pera | Sportlövészet | Férfi dupla trap           |
| Ezüst | Valentina Vezzali | Vívás         | Női tőr, egyéni            |
| Ezüst | Elisa Uga Laura Chiesa Margherita Zalaffi | Vívás         | Női párbajtőr, csapat      |
| Bronz | Alessandro Lambruschini | Atlétika      | Férfi 3000 m akadály       |
| Bronz | Roberta Brunet | Atlétika      | Női 5000 m                 |
| Bronz | Ylenia Scapin | Cselgáncs     | Női félnehézsúly           |
| Bronz | Matteo Bisiani Michele Frangilli Andrea Parenti | Íjászat       | Férfi csapat               |
| Bronz | Josefa Idem-Guerrini | Kajak-kenu    | Női kajak egyes 500 m      |
| Bronz | Roberto Di Donna | Sportlövészet | Férfi szabadpisztoly       |
| Bronz | Andrea Benelli | Sportlövészet | Férfi skeet                |
| Bronz | Emanuele Merisi | Úszás         | Férfi 200 m hát            |
| Bronz | Alessandra Sensini | Vitorlázás    | Női szörfvitorlázás        |
| Bronz | Luigi Tarantino Raffaelo Caserta Tonhi Terenzi | Vívás         | Férfi kard, csapat         |
| Bronz | Giovanna Trillini | Vívás         | Női tőr, egyéni            |
| Bronz | Nemzeti válogatott Alberto Angelini Francesco Attolico Fabio Bencivenga Alessandro Bovo Alessandro Calcaterra Roberto Calcaterra Marco Gerini Alberto Ghibellini Luca Giustolisi Amedeo Pomilio Francesco Postiglione Carlo Silipo Leonardo Sottani | Vízilabda     | Férfi                      |

## Asztalitenisz
Női
| Versenyző                     | Versenyszám | Csoportkör | Csoportkör | Nyolcaddöntő      | Negyeddöntő       | Elődöntő          | Döntő             | Helyezés |
| Versenyző                     | Versenyszám | Ellenfél Eredmény | Hely.      | Ellenfél Eredmény | Ellenfél Eredmény | Ellenfél Eredmény | Ellenfél Eredmény | Helyezés |
| ----------------------------- | ----------- | --- | ---------- | ----------------- | ----------------- | ----------------- | ----------------- | -------- |
| Flyura Abbate-Bulatova        | Egyes       | M csoport · Shirley Zhou (AUS) · 2:0 · Rossy Pratiwi Dipoyanti (INA) · 2:0 · Bátorfi Csilla (HUN) · 0:2                                                                                   | 2.         | kiesett           | kiesett           | kiesett           | kiesett           | 17.      |
| Alessia Arisi                 | Egyes       | C csoport · Chunli Li (NZL) · 0:2 · Csen Csing (TPE) · 1:2 · Láríssza Suajb (LIB) · 2:0                                                                                                   | 3.         | kiesett           | kiesett           | kiesett           | kiesett           | 33.      |
| Alessia Arisi Laura Negrisoli | Páros       | G csoport · Japán (JPN) · Kojama Csire · Tódó Taeko · 1:2 · Németország (GER) · Elke Schall-Wosik · Nicole Struse · 0:2 · Hollandia (NED) · Gerdie Keen · Mirjam Hooman-Kloppenburg · 1:2 | 4.         |                   | kiesett           | kiesett           | kiesett           | 25.      |

## Atlétika
Férfi
| Versenyző                                                             | Versenyszám     | Előfutam      | Előfutam      | Előfutam      | Negyeddöntő | Negyeddöntő | Negyeddöntő | Elődöntő      | Elődöntő      | Elődöntő      | Döntő         | Döntő         |
| Versenyző                                                             | Versenyszám     | Idő           | Hely.         | Össz.         | Idő         | Hely.       | Össz.       | Idő           | Hely.         | Össz.         | Idő           | Helyezés      |
| --------------------------------------------------------------------- | --------------- | ------------- | ------------- | ------------- | ----------- | ----------- | ----------- | ------------- | ------------- | ------------- | ------------- | ------------- |
| Ezio Madonia                                                          | 100 m           | 10,33         | 4.            | 23.***        | 10,43       | 8.          | 35.*        | kiesett       | kiesett       | kiesett       | kiesett       | kiesett       |
| Stefano Tilli                                                         | 100 m           | 10,38         | 6.            | 35.*          | kiesett     | kiesett     | kiesett     | kiesett       | kiesett       | kiesett       | kiesett       | kiesett       |
| Sandro Floris                                                         | 200 m           | 21,01         | 6.            | 54.           | kiesett     | kiesett     | kiesett     | kiesett       | kiesett       | kiesett       | kiesett       | kiesett       |
| Giuseppe D’Urso                                                       | 800 m           | 1:45,27       | 2.            | 2.            |             |             |             | 1:46,97       | 5.            | 14.           | kiesett       | kiesett       |
| Andrea Benvenuti                                                      | 800 m           | 1:47,45       | 2.            | 30.           |             |             |             | nem ért célba | nem ért célba | nem ért célba | kiesett       | kiesett       |
| Andrea Giocondi                                                       | 800 m           | 1:47,26       | 3.            | 25.           |             |             |             | kiesett       | kiesett       | kiesett       | kiesett       | kiesett       |
| Gennaro Di Napoli                                                     | 5000 m          | 14:03,56      | 4.            | 24.           |             |             |             | 13:28,80      | 5.            | 5.            | 13:28,36      | 12.           |
| Stefano Baldini                                                       | 5000 m          | 13:55,41      | 8.            | 18.           |             |             |             | 14:06,45      | 8.            | 22.           | kiesett       | kiesett       |
| Stefano Baldini                                                       | 10 000 m        | 27:55,79      | 6.            | 6.            |             |             |             |               |               |               | 29:07,77      | 18.           |
| Danilo Goffi                                                          | Maraton         |               |               |               |             |             |             |               |               |               | 2:15:08       | 9.            |
| Salvatore Bettiol                                                     | Maraton         |               |               |               |             |             |             |               |               |               | 2:17:27       | 20.           |
| Davide Milesi                                                         | Maraton         |               |               |               |             |             |             |               |               |               | 2:21:45       | 50.           |
| Fabrizio Mori                                                         | 400 m gát       | 48,90         | 2.            | 9.            |             |             |             | 48,43         | 3.            | 8.            | 48,41         | 6.            |
| Laurent Ottoz                                                         | 400 m gát       | 48,92         | 2.            | 10.           |             |             |             | 48,52         | 6.            | 10.           | kiesett       | kiesett       |
| Ashraf Saber                                                          | 400 m gát       | 49,71         | 3.            | 27.           |             |             |             | kiesett       | kiesett       | kiesett       | kiesett       | kiesett       |
| Alessandro Lambruschini                                               | 3000 m akadály  | 8:31,69       | 4.            | 18.           |             |             |             | 8:27,32       | 3.            | 11.           | 8:11,28       |               |
| Angelo Carosi                                                         | 3000 m akadály  | 8:30,83       | 1.            | 9.            |             |             |             | 8:21,86       | 7.            | 7.            | 8:29,67       | 9.            |
| Giovanni Puggioni Ezio Madonia Angelo Cipolloni Sandro Floris         | 4 × 100 m váltó | nem ért célba | nem ért célba | nem ért célba |             |             |             | kiesett       | kiesett       | kiesett       | kiesett       | kiesett       |
| Fabrizio Mori Alessandro Aimar Andrea Nuti Ashraf Saber Marco Vaccari | 4 × 400 m váltó | 3:03,60       | 2.            | 11.           |             |             |             | 3:02,56       | 5.            | 9.            | kiesett       | kiesett       |
| Giovanni Perricelli                                                   | 50 km gyaloglás |               |               |               |             |             |             |               |               |               | 3:52:31       | 13.           |
| Giovanni Perricelli                                                   | 20 km gyaloglás |               |               |               |             |             |             |               |               |               | 1:23:41       | 16.           |
| Michele Didoni                                                        | 20 km gyaloglás |               |               |               |             |             |             |               |               |               | 1:26:02       | 34.           |
| Giovanni De Benedictis                                                | 20 km gyaloglás |               |               |               |             |             |             |               |               |               | 1:25:22       | 27.           |
| Giovanni De Benedictis                                                | 50 km gyaloglás |               |               |               |             |             |             |               |               |               | nem ért célba | nem ért célba |
| Arturo Di Mezza                                                       | 50 km gyaloglás |               |               |               |             |             |             |               |               |               | 3:44:52       | 4.            |

| Versenyző         | Versenyszám   | Selejtező | Selejtező | Döntő    | Döntő    |
| Versenyző         | Versenyszám   | Eredmény  | Helyezés  | Eredmény | Helyezés |
| ----------------- | ------------- | --------- | --------- | -------- | -------- |
| Simone Bianchi    | Távolugrás    | 779 cm    | 25.       | kiesett  | kiesett  |
| Paolo Dal Soglio  | Súlylökés     | 20,58 m   | 1.        | 20,74 m  | 4.       |
| Corrado Fantini   | Súlylökés     | 19,40 m   | 11.       | 19,30 m  | 11.      |
| Giorgio Venturi   | Súlylökés     | 18,98 m   | 19.       | kiesett  | kiesett  |
| Diego Fortuna     | Diszkoszvetés | 60,08 m   | 19.       | kiesett  | kiesett  |
| Enrico Sgrulletti | Kalapácsvetés | 77,36 m   | 7.        | 76,98 m  | 9.       |
| Loris Paoluzzi    | Kalapácsvetés | 72,82 m   | 27.       | kiesett  | kiesett  |

| Versenyző          | Versenyszám | 100 m | 100 m | Távolugrás | Távolugrás | Súlylökés             | Súlylökés             | Magasugrás | Magasugrás | 400 m | 400 m | 110 m gát | 110 m gát | Diszkoszvetés | Diszkoszvetés | Rúdugrás | Rúdugrás | Gerelyhajítás | Gerelyhajítás | 1500 m  | 1500 m | Végeredmény | Végeredmény |
| Versenyző          | Versenyszám | Idő   | Pont  | Eredmény   | Pont       | Eredmény              | Pont                  | Eredmény   | Pont       | Idő   | Pont  | Idő       | Pont      | Eredmény      | Pont          | Eredmény | Pont     | Eredmény      | Pont          | Idő     | Pont   | Pont        | Helyezés    |
| ------------------ | ----------- | ----- | ----- | ---------- | ---------- | --------------------- | --------------------- | ---------- | ---------- | ----- | ----- | --------- | --------- | ------------- | ------------- | -------- | -------- | ------------- | ------------- | ------- | ------ | ----------- | ----------- |
| Beniamino Poserina | Tízpróba    | 11,05 | 850   | 698 cm     | 809        | érvényes dobás nélkül | érvényes dobás nélkül | 198 cm     | 785        | 49,52 | 837   | 14,68     | 889       | 43,42 m       | 734           | 480 cm   | 849      | 56,78 m       | 690           | 4:58,28 | 570    | 7013        | 30.         |

Női
| Versenyző          | Versenyszám     | Előfutam      | Előfutam      | Előfutam      | Negyeddöntő | Negyeddöntő | Negyeddöntő | Elődöntő | Elődöntő | Elődöntő | Döntő         | Döntő         |
| Versenyző          | Versenyszám     | Idő           | Hely.         | Össz.         | Idő         | Hely.       | Össz.       | Idő      | Hely.    | Össz.    | Idő           | Helyezés      |
| ------------------ | --------------- | ------------- | ------------- | ------------- | ----------- | ----------- | ----------- | -------- | -------- | -------- | ------------- | ------------- |
| Virna De Angeli    | 400 m gát       | 57,12         | 6.            | 26.           |             |             |             | kiesett  | kiesett  | kiesett  | kiesett       | kiesett       |
| Virna De Angeli    | 400 m           | 51,68         | 1.            | 7.            | 51,77       | 5.          | 21.         | kiesett  | kiesett  | kiesett  | kiesett       | kiesett       |
| Patrizia Spuri     | 400 m           | 52,45         | 4.            | 25.           | 52,78       | 7.          | 29.         | kiesett  | kiesett  | kiesett  | kiesett       | kiesett       |
| Roberta Brunet     | 5000 m          | 15:22,58      | 1.            | 10.           |             |             |             |          |          |          | 15:07,52      |               |
| Silvia Sommaggio   | 5000 m          | 15:33,63      | 6.            | 18.           |             |             |             |          |          |          | kiesett       | kiesett       |
| Silvia Sommaggio   | 10 000 m        | 32:59,40      | 11.           | 11.           |             |             |             |          |          |          | kiesett       | kiesett       |
| Maria Guida        | 10 000 m        | 31:55,35      | 8.            | 27.           |             |             |             |          |          |          | kiesett       | kiesett       |
| Ornella Ferrara    | Maraton         |               |               |               |             |             |             |          |          |          | 2:33:09       | 13.           |
| Maria Curatolo     | Maraton         |               |               |               |             |             |             |          |          |          | nem ért célba | nem ért célba |
| Maura Viceconte    | Maraton         |               |               |               |             |             |             |          |          |          | nem ért célba | nem ért célba |
| Carla Tuzzi        | 100 m gát       | nem ért célba | nem ért célba | nem ért célba | kiesett     | kiesett     | kiesett     | kiesett  | kiesett  | kiesett  | kiesett       | kiesett       |
| Elisabetta Perrone | 10 km gyaloglás |               |               |               |             |             |             |          |          |          | 42:12         |               |
| Rossella Giordano  | 10 km gyaloglás |               |               |               |             |             |             |          |          |          | 42:43         | 5.            |
| Annarita Sidoti    | 10 km gyaloglás |               |               |               |             |             |             |          |          |          | 43:57         | 11.           |

| Versenyző            | Versenyszám   | Selejtező | Selejtező | Döntő    | Döntő    |
| Versenyző            | Versenyszám   | Eredmény  | Helyezés  | Eredmény | Helyezés |
| -------------------- | ------------- | --------- | --------- | -------- | -------- |
| Antonella Bevilacqua | Magasugrás    | 193 cm    | 1.        | kizárták | kizárták |
| Fiona May            | Távolugrás    | 685 cm    | 1.        | 702 cm   |          |
| Barbara Lah          | Hármasugrás   | 13,74 m   | 16.       | kiesett  | kiesett  |
| Agnese Maffeis       | Diszkoszvetés | 56,54 m   | 32.       | kiesett  | kiesett  |

| Versenyző      | Versenyszám | 100 m gát     | 100 m gát     | Magasugrás | Magasugrás | Súlylökés  | Súlylökés  | 200 m      | 200 m      | Távolugrás | Távolugrás | Gerelyhajítás | Gerelyhajítás | 800 m      | 800 m      | Végeredmény   | Végeredmény   |
| Versenyző      | Versenyszám | Idő           | Pont          | Eredmény   | Pont       | Eredmény   | Pont       | Idő        | Pont       | Eredmény   | Pont       | Eredmény      | Pont          | Idő        | Pont       | Pont          | Helyezés      |
| -------------- | ----------- | ------------- | ------------- | ---------- | ---------- | ---------- | ---------- | ---------- | ---------- | ---------- | ---------- | ------------- | ------------- | ---------- | ---------- | ------------- | ------------- |
| Giuliana Spada | Hétpróba    | nem ért célba | nem ért célba | nem indult | nem indult | nem indult | nem indult | nem indult | nem indult | nem indult | nem indult | nem indult    | nem indult    | nem indult | nem indult | nem ért célba | nem ért célba |

* - egy másik versenyzővel azonos eredményt ért el

*** - három másik versenyzővel azonos eredményt ért el

## Baseball
| Olasz férfi baseballcsapat-játékoskeret | Olasz férfi baseballcsapat-játékoskeret |
| --- | --- |
| - Claudio Liverziani - Pierpaolo Illuminati - Roberto De Franceschi - Davide Rigoli - Marco Ubani - Francesco Casolari - Andrea Evangelisti - Enrico Vecchi - Massimiliano Masin - Paolo Ceccaroli | - Ruggero Bagialemani - Paolo Passerini - Massimo Fochi - Alberto D'Auria - Roberto Cabalisti - Dante Carbini - Marco Barboni - Rolando Cretis - Luigi Carrozza - Fabio Betto |

### Eredmények
Csoportkör
| Csapat           | M | Gy | V | P+ | P– | Pk  |
| ---------------- | - | -- | - | -- | -- | --- |
| Kuba             | 7 | 7  | 0 | 97 | 49 | +48 |
| Egyesült Államok | 7 | 6  | 1 | 81 | 27 | +54 |
| Japán            | 7 | 4  | 3 | 69 | 45 | +24 |
| Nicaragua        | 7 | 4  | 3 | 44 | 30 | +14 |
| Hollandia        | 7 | 2  | 5 | 32 | 76 | –44 |
| Olaszország      | 7 | 2  | 5 | 33 | 71 | –38 |
| Ausztrália       | 7 | 2  | 5 | 47 | 86 | –39 |
| Dél-Korea        | 7 | 1  | 6 | 40 | 59 | –19 |

| 1996. július 21. |  | Dél-Korea (KOR) | 1–2 | Olaszország |  |  |
| 1996. július 21. |  |                 |     |             |  |  |

| 1996. július 22. |  | Olaszország (ITA) | 2–7 | Nicaragua |  |  |
| 1996. július 22. |  |                   |     |           |  |  |

| 1996. július 24. |  | Egyesült Államok (USA) | 15–3 | Olaszország |  |  |
| 1996. július 24. |  |                        |      |             |  |  |

| 1996. július 25. |  | Olaszország (ITA) | 12–8 | Ausztrália |  |  |
| 1996. július 25. |  |                   |      |            |  |  |

| 1996. július 27. |  | Olaszország (ITA) | 6–20 | Kuba |  |  |
| 1996. július 27. |  |                   |      |      |  |  |

| 1996. július 29. |  | Hollandia (NED) | 8–7 | Olaszország |  |  |
| 1996. július 29. |  |                 |     |             |  |  |

| 1996. július 30. |  | Olaszország (ITA) | 1–12 | Japán |  |  |
| 1996. július 30. |  |                   |      |       |  |  |

| Csapat            | Helyezés |
| ----------------- | -------- |
| Olaszország (ITA) | 6.       |

## Birkózás
Kötöttfogású
| Versenyző            | Versenyszám | 32-es főtábla                 | Nyolcaddöntő              | Negyeddöntő       | Elődöntő          | Vigaszág 2. kör             | Vigaszág 3. kör              | Vigaszág 4. kör         | Vigaszág 5. kör   | Vigaszág 6. kör   | Bronz- mérkőzés   | Döntő             | Helyezés |
| Versenyző            | Versenyszám | Ellenfél Eredmény             | Ellenfél Eredmény         | Ellenfél Eredmény | Ellenfél Eredmény | Ellenfél Eredmény           | Ellenfél Eredmény            | Ellenfél Eredmény       | Ellenfél Eredmény | Ellenfél Eredmény | Ellenfél Eredmény | Ellenfél Eredmény | Helyezés |
| -------------------- | ----------- | ----------------------------- | ------------------------- | ----------------- | ----------------- | --------------------------- | ---------------------------- | ----------------------- | ----------------- | ----------------- | ----------------- | ----------------- | -------- |
| Francesco Costantino | 48 kg       | Gela P'ap'ashvili (GEO) · 6–8 |                           |                   |                   | Jorge Yllescas (PER) · 10–0 | Tahir Zahidov (AZE) · 5–0    | Kado Hirosi (JPN) · 0–4 | kiesett           | kiesett           | kiesett           |                   | 9.       |
| Giuseppe Giunta      | 100 kg      | Bak'ur Gogit'idze (GEO) · 1–1 | Héctor Milián (CUB) · 0–3 |                   |                   |                             | Igor Grabovetchi (MDA) · 2–3 | kiesett                 | kiesett           | kiesett           | kiesett           |                   | 13.      |

Szabadfogású
| Versenyző          | Versenyszám | 32-es főtábla                   | Nyolcaddöntő      | Negyeddöntő               | Elődöntő                                     | Vigaszág 2. kör               | Vigaszág 3. kör         | Vigaszág 4. kör   | Vigaszág 5. kör   | Vigaszág 6. kör   | Bronz- mérkőzés                              | Döntő             | Helyezés |
| Versenyző          | Versenyszám | Ellenfél Eredmény               | Ellenfél Eredmény | Ellenfél Eredmény         | Ellenfél Eredmény                            | Ellenfél Eredmény             | Ellenfél Eredmény       | Ellenfél Eredmény | Ellenfél Eredmény | Ellenfél Eredmény | Ellenfél Eredmény                            | Ellenfél Eredmény | Helyezés |
| ------------------ | ----------- | ------------------------------- | ----------------- | ------------------------- | -------------------------------------------- | ----------------------------- | ----------------------- | ----------------- | ----------------- | ----------------- | -------------------------------------------- | ----------------- | -------- |
| Michele Liuzzi     | 57 kg       | Bagautgyin Umahanov (RUS) · 0–4 |                   |                           |                                              | Bogdan Ciufulescu (ROU) · 5–1 | Harun Doğan (TUR) · 0–4 | kiesett           | kiesett           | kiesett           | kiesett                                      |                   | 16.      |
| Giovanni Schillaci | 62 kg       | Len Zaslavsky (AUS) · 10–0      | erőnyerő          | Vada Takahiro (JPN) · 4–3 | Csang Dzseszong (Jang Jae-Seong) (KOR) · 1–1 | Magomed Azizov (RUS) · 0–0    |                         |                   |                   |                   | Az 5. helyért · Elbrusz Tedejev (UKR) · 3–10 |                   | 6.       |

## Cselgáncs
Férfi
| Versenyző           | Versenyszám  | Selejtező         | 32-es főtábla                    | Nyolcaddöntő               | Negyeddöntő              | Elődöntő                     | Vigaszág első kör      | Vigaszág negyeddöntő | Vigaszág elődöntő | Bronz- mérkőzés   | Döntő                     | Helyezés |
| Versenyző           | Versenyszám  | Ellenfél Eredmény | Ellenfél Eredmény                | Ellenfél Eredmény          | Ellenfél Eredmény        | Ellenfél Eredmény            | Ellenfél Eredmény      | Ellenfél Eredmény    | Ellenfél Eredmény | Ellenfél Eredmény | Ellenfél Eredmény         | Helyezés |
| ------------------- | ------------ | ----------------- | -------------------------------- | -------------------------- | ------------------------ | ---------------------------- | ---------------------- | -------------------- | ----------------- | ----------------- | ------------------------- | -------- |
| Girolamo Giovinazzo | Légsúly      | erőnyerő          | Georgios Vazagkasvili (GEO) · GY | Franck Chambily (FRA) · GY | Ricardo Acuña (MEX) · GY | Richard Trautmann (GER) · GY |                        |                      |                   |                   | Nomura Tadahiro (JPN) · V |          |
| Francesco Giorgi    | Harmatsúly   | erőnyerő          | Michel de Almeida (POR) · V      | kiesett                    | kiesett                  | kiesett                      |                        |                      |                   |                   |                           | 21.      |
| Diego Brambilla     | Könnyűsúly   | erőnyerő          | Hajtós Bertalan (HUN) · V        | kiesett                    | kiesett                  | kiesett                      |                        |                      |                   |                   |                           | 21.      |
| Luigi Guido         | Félnehézsúly | erőnyerő          | Hajrullo Nazrijev (TJK) · GY     | Paweł Nastula (POL) · V    |                          |                              | Kovács Antal (HUN) · V | kiesett              | kiesett           | kiesett           |                           | 13.      |

Női
| Versenyző            | Versenyszám  | Selejtező                             | Nyolcaddöntő              | Negyeddöntő                 | Elődöntő          | Vigaszág első kör          | Vigaszág negyeddöntő         | Vigaszág elődöntő            | Bronz- mérkőzés          | Döntő             | Helyezés |
| Versenyző            | Versenyszám  | Ellenfél Eredmény                     | Ellenfél Eredmény         | Ellenfél Eredmény           | Ellenfél Eredmény | Ellenfél Eredmény          | Ellenfél Eredmény            | Ellenfél Eredmény            | Ellenfél Eredmény        | Ellenfél Eredmény | Helyezés |
| -------------------- | ------------ | ------------------------------------- | ------------------------- | --------------------------- | ----------------- | -------------------------- | ---------------------------- | ---------------------------- | ------------------------ | ----------------- | -------- |
| Giovanna Tortora     | Légsúly      | erőnyerő                              | Galina Atayeva (TKM) · GY | Tamura Rjóko (JPN) · V      |                   |                            | Taccjana Maszkvina (BLR) · V | kiesett                      | kiesett                  |                   | 9.       |
| Alessandra Giungi    | Harmatsúly   | Hjon Szukhi (Hyeon Suk-Hui) (KOR) · V |                           |                             |                   | Tseng Hsiao-Fen (TPE) · GY | Carolina Mariani (ARG) · V   | kiesett                      | kiesett                  |                   | 9.       |
| Emanuela Pierantozzi | Középsúly    | Anja von Rekowski (GER) · V           | kiesett                   | kiesett                     | kiesett           |                            |                              |                              |                          |                   | 18.      |
| Ylenia Scapin        | Félnehézsúly | erőnyerő                              | Leng Chunhui (CHN) · GY   | Tetyana Beljajeva (UKR) · V |                   |                            | Simona Richter (ROU) · GY    | Szvetlana Galante (RUS) · GY | Estha Essombe (FRA) · GY |                   |          |
| Donata Burgatta      | Nehézsúly    | erőnyerő                              | Johanna Hagn (GER) · V    | kiesett                     | kiesett           |                            |                              |                              |                          |                   | 14.      |

## Evezés
Férfi
| Versenyző | Versenyszám                          | Előfutam | Előfutam | 1. vigaszág | 1. vigaszág | 2. vigaszág | 2. vigaszág | Elődöntő | Elődöntő | Elődöntő | Döntő | Döntő   | Döntő | Helyezés |
| Versenyző | Versenyszám                          | Idő      | Hely.    | Idő         | Hely.       | Idő         | Hely.       | Típus    | Idő      | Hely.    | Típus | Idő     | Hely. | Helyezés |
| --- | ------------------------------------ | -------- | -------- | ----------- | ----------- | ----------- | ----------- | -------- | -------- | -------- | ----- | ------- | ----- | -------- |
| Giovanni Calabrese | Egypárevezős                         | 7:39,90  | 4.       | 7:45,53     | 3.          |             |             | C/D      | 7:23,59  | 1.       | C     | 7:48,63 | 5.    | 17.      |
| Davide Tizzano Agostino Abbagnale | Kétpárevezős                         | 6:48,22  | 1.       | erőnyerő    | erőnyerő    | erőnyerő    | erőnyerő    | A/B      | 6:37,49  | 1.       | A     | 6:16,98 | 1.    |          |
| Marco Penna Walter Bottega | Kormányos nélküli kettes             | 6:39,34  | 2.       | 7:10,25     | 1.          |             |             | A/B      | 6:52,32  | 3.       | A     | 6:28,61 | 4.    | 4.       |
| Massimo Paradiso Alessio Sartori Rossano Galtarossa Alessandro Corona                                                                               | Négypárevezős                        | 6:05,75  | 1.       | erőnyerő    | erőnyerő    |             |             | A/B      | 5:57,10  | 1.       | A     | 6:02,12 | 4.    | 4.       |
| Valter Molea Riccardo Dei Rossi Raffaello Leonardo Carlo Mornati                                                                                    | Kormányos nélküli négyes             | 6:14,25  | 1.       | erőnyerő    | erőnyerő    |             |             | A/B      | 6:09,62  | 2.       | A     | 6:10,60 | 6.    | 6.       |
| Carmine Abbagnale Patrick Casanova Francesco Mattei Roberto Blanda Lorenzo Carboncini Mattia Trombetta Roby La Mura Franco Zucchi Vincenzo Di Palma | Nyolcas                              | 5:54,59  | 5.       | 5:34,40     | 4.          |             |             |          |          |          | B     | 5:41,95 | 3.    | 9.       |
| Marco Audisio Michelangelo Crispi | Könnyűsúlyú kétpárevezős             | 6:47,26  | 2.       | 6:19,95     | 1.          |             |             | A/B      | 6:30,46  | 4.       | B     | 6:25,04 | 2.    | 8.       |
| Andrea Re Leonardo Pettinari Ivano Zasio Carlo Gaddi                                                                                                | Könnyűsúlyú kormányos nélküli négyes | 6:26,80  | 4.       | 5:59,67     | 2.          |             |             | A/B      | 6:17,84  | 5.       | B     | 6:03,25 | 2.    | 8.       |

Női
| Versenyző                    | Versenyszám              | Előfutam | Előfutam | Vigaszág | Vigaszág | Elődöntő | Elődöntő | Elődöntő | Döntő | Döntő   | Döntő | Helyezés |
| Versenyző                    | Versenyszám              | Idő      | Hely.    | Idő      | Hely.    | Típus    | Idő      | Hely.    | Típus | Idő     | Hely. | Helyezés |
| ---------------------------- | ------------------------ | -------- | -------- | -------- | -------- | -------- | -------- | -------- | ----- | ------- | ----- | -------- |
| Erika Bello Marianna Barelli | Kétpárevezős             | 7:47,07  | 5.       | 7:52,07  | 3.       | A/B      | 7:38,85  | 6.       | B     | 7:16,54 | 6.    | 12.      |
| Lisa Bertini Martina Orzan   | Könnyűsúlyú kétpárevezős | 7:31,58  | 2.       | 6:59,06  | 1.       | A/B      | 7:15,29  | 3.       | A     | 7:16,83 | 4.    | 4.       |

## Íjászat
Férfi
| Versenyző                                       | Versenyszám | Selejtező | Selejtező | 64-es főtábla                           | 32-es főtábla                             | Nyolcaddöntő                                                                   | Negyeddöntő                                                                        | Elődöntő                                                                         | Döntő                                                                                             | Helyezés |
| Versenyző                                       | Versenyszám | Pont      | Kiemelt   | Ellenfél Eredmény                       | Ellenfél Eredmény                         | Ellenfél Eredmény                                                              | Ellenfél Eredmény                                                                  | Ellenfél Eredmény                                                                | Ellenfél Eredmény                                                                                 | Helyezés |
| ----------------------------------------------- | ----------- | --------- | --------- | --------------------------------------- | ----------------------------------------- | ------------------------------------------------------------------------------ | ---------------------------------------------------------------------------------- | -------------------------------------------------------------------------------- | ------------------------------------------------------------------------------------------------- | -------- |
| Michele Frangilli                               | Egyéni      | 684       | 1.        | Dominic Rebelo (KEN) (64.) · 166–142    | Csangte Lalremszaga (IND) (32.) · 164–158 | Sztanyiszlav Zabrodszkij (UKR) (16.) · 170–160                                 | Justin Huish (USA) (9.) · 112–112                                                  | kiesett                                                                          | kiesett                                                                                           | 6.       |
| Matteo Bisiani                                  | Egyéni      | 669       | 10.       | Szkalzang Dordzse (IND) (55.) · 167–156 | Valerij Jeveckij (UKR) (23.) · 163–152    | Magnus Petersson (SWE) (7.) · 163–167                                          | kiesett                                                                            | kiesett                                                                          | kiesett                                                                                           | 9.       |
| Andrea Parenti                                  | Egyéni      | 647       | 39.       | Damien Letulle (FRA) (26.) · 161–150    | Magnus Petersson (SWE) (7.) · 165–167     | kiesett                                                                        | kiesett                                                                            | kiesett                                                                          | kiesett                                                                                           | 17.      |
| Matteo Bisiani Michele Frangilli Andrea Parenti | Csapat      | 669       | 2.        |                                         |                                           | Tajvan (TPE) · Cho Sheng-Ling · Hsieh Sheng-Feng · Wu Tsung-Yi (15.) · 244–243 | Finnország (FIN) · Jari Lipponen · Tomi Poikolainen · Tommi Tuovila (7.) · 252–236 | Egyesült Államok (USA) · Justin Huish · Butch Johnson · Rod White (3.) · 247–251 | Bronzmérkőzés · Ausztrália (AUS) · Simon Fairweather · Jackson Fear · Matthew Gray (4.) · 248–244 |          |

Női
| Versenyző                                           | Versenyszám | Selejtező | Selejtező | 64-es főtábla                           | 32-es főtábla                    | Nyolcaddöntő                                                                                | Negyeddöntő       | Elődöntő          | Döntő             | Helyezés |
| Versenyző                                           | Versenyszám | Pont      | Kiemelt   | Ellenfél Eredmény                       | Ellenfél Eredmény                | Ellenfél Eredmény                                                                           | Ellenfél Eredmény | Ellenfél Eredmény | Ellenfél Eredmény | Helyezés |
| --------------------------------------------------- | ----------- | --------- | --------- | --------------------------------------- | -------------------------------- | ------------------------------------------------------------------------------------------- | ----------------- | ----------------- | ----------------- | -------- |
| Giovanna Aldegani                                   | Egyéni      | 650       | 14.       | Danahuri Dahliana (INA) (51.) · 157–153 | Lin Yi-Yin (TPE) (19.) · 149–155 | kiesett                                                                                     | kiesett           | kiesett           | kiesett           | 28.      |
| Paola Fantato                                       | Egyéni      | 635       | 33.       | Wang Xiaozhu (CHN) (32.) · 143–152      | kiesett                          | kiesett                                                                                     | kiesett           | kiesett           | kiesett           | 54.      |
| Giuseppina Di Blasi                                 | Egyéni      | 634       | 36.       | Marisol Bréton (MEX) (29.) · 139–142    | kiesett                          | kiesett                                                                                     | kiesett           | kiesett           | kiesett           | 60.      |
| Giovanna Aldegani Giuseppina Di Blasi Paola Fantato | Csapat      | 650       | 6.        |                                         |                                  | Németország (GER) · Barbara Mensing · Cornelia Pfohl · Sandra Wagner-Sachse (11.) · 236–245 | kiesett           | kiesett           | kiesett           | 9.       |

## Kajak-kenu

### Síkvízi
Férfi
| Versenyző                                              | Versenyszám         | Előfutam | Előfutam | Előfutam | Vigaszág | Vigaszág | Vigaszág | Elődöntő | Elődöntő | Elődöntő | Döntő    | Döntő    |
| Versenyző                                              | Versenyszám         | Idő      | Hely.    | Össz.    | Idő      | Hely.    | Össz.    | Idő      | Hely.    | Össz.    | Idő      | Helyezés |
| ------------------------------------------------------ | ------------------- | -------- | -------- | -------- | -------- | -------- | -------- | -------- | -------- | -------- | -------- | -------- |
| Antonio Rossi                                          | Kajak egyes 500 m   | 1:40,411 | 1.       | 1.       | erőnyerő | erőnyerő | erőnyerő | 1:39,185 | 1.       | 1.       | 1:37,423 |          |
| Beniamino Bonomi                                       | Kajak egyes 1000 m  | 3:43,520 | 1.       | 1.       | erőnyerő | erőnyerő | erőnyerő | 3:40,831 | 1.       | 1.       | 3:27,073 |          |
| Beniamino Bonomi Daniele Scarpa                        | Kajak kettes 500 m  | 1:31,491 | 1.       | 3.       | erőnyerő | erőnyerő | erőnyerő | 1:29,661 | 1.       | 1.       | 1:28,729 |          |
| Antonio Rossi Daniele Scarpa                           | Kajak kettes 1000 m | 3:33,786 | 1.       | 1.       | erőnyerő | erőnyerő | erőnyerő | 3:16,848 | 1.       | 1.       | 3:09,190 |          |
| Andrea Covi Enrico Lupetti Ivano Lussignoli Luca Negri | Kajak négyes 1000 m | 3:17,144 | 6.       | 13.      |          |          |          | 3:03,218 | 3.       | 6.       | kiesett  | kiesett  |
| Domenico Cannone Antonio Marmorino                     | Kenu kettes 500 m   | 1:46,996 | 3.       | 10.      | erőnyerő | erőnyerő | erőnyerő | 1:47,557 | 9.       | 17.      | kiesett  | kiesett  |

Női
| Versenyző            | Versenyszám       | Előfutam | Előfutam | Előfutam | Vigaszág | Vigaszág | Vigaszág | Elődöntő | Elődöntő | Elődöntő | Döntő    | Döntő    |
| Versenyző            | Versenyszám       | Idő      | Hely.    | Össz.    | Idő      | Hely.    | Össz.    | Idő      | Hely.    | Össz.    | Idő      | Helyezés |
| -------------------- | ----------------- | -------- | -------- | -------- | -------- | -------- | -------- | -------- | -------- | -------- | -------- | -------- |
| Josefa Idem-Guerrini | Kajak egyes 500 m | 1:50,303 | 1.       | 1.       | erőnyerő | erőnyerő | erőnyerő | 1:49,079 | 1.       | 2.       | 1:48,731 |          |

### Szlalom
| Versenyző                | Versenyszám       | Döntő    | Döntő    | Döntő    | Döntő    | Döntő         | Döntő         |
| Versenyző                | Versenyszám       | 1. futam | 1. futam | 2. futam | 2. futam | Jobb eredmény | Jobb eredmény |
| Versenyző                | Versenyszám       | Pont     | Hely.    | Pont     | Hely.    | Pont          | Helyezés      |
| ------------------------ | ----------------- | -------- | -------- | -------- | -------- | ------------- | ------------- |
| Pierpaolo Ferrazzi       | Férfi kajak egyes | 196,10   | 32.      | 150,76   | 11.      | 150,76        | 17.           |
| Renato De Monti          | Férfi kenu egyes  | 218,75   | 25.      | 165,03   | 8.       | 165,03        | 13.           |
| Francesco Stefani        | Férfi kenu egyes  | 462,63   | 29.      | 189,60   | 20.      | 189,60        | 26.           |
| Maria Cristina Giai Pron | Női kajak egyes   | 326,86   | 25.      | 171,84   | 3.       | 171,84        | 4.            |
| Barbara Nadalin          | Női kajak egyes   | 306,04   | 23.      | 181,14   | 11.      | 181,14        | 15.           |

## Kerékpározás

### Hegyi-kerékpározás
| Versenyző           | Versenyszám        | Idő                | Helyezés |
| ------------------- | ------------------ | ------------------ | -------- |
| Daniele Pontoni     | Férfi terepverseny | 2:25:08 (+0:07:30) | 5.       |
| Luca Bramati        | Férfi terepverseny | 2:26:05 (+0:08:27) | 8.       |
| Paola Pezzo         | Női terepverseny   | 1:50:51            |          |
| Annabella Stropparo | Női terepverseny   | 1:55:56 (+0:05:05) | 6.       |

### Országúti kerékpározás
Férfi
| Versenyző            | Versenyszám   | Idő                | Helyezés |
| -------------------- | ------------- | ------------------ | -------- |
| Maurizio Fondriest   | Időfutam      | 1:05:01 (+0:00:56) | 4.       |
| Maurizio Fondriest   | Mezőnyverseny | 4:56:45 (+2:49)    | 37.      |
| Fabio Baldato        | Mezőnyverseny | 4:55:24 (+1:28)    | 7.       |
| Michele Bartoli      | Mezőnyverseny | 4:55:24 (+1:28)    | 8.       |
| Mario Cipollini      | Mezőnyverseny | 4:56:50 (+2:54)    | 82.      |
| Francesco Casagrande | Mezőnyverseny | 4:56:44 (+2:48)    | 32.      |
| Francesco Casagrande | Időfutam      | 1:09:18 (+0:05:13) | 19.      |

Női
| Versenyző              | Versenyszám   | Idő                | Helyezés |
| ---------------------- | ------------- | ------------------ | -------- |
| Alessandra Cappellotto | Mezőnyverseny | 2:37:06 (+0:53)    | 7.       |
| Roberta Bonanomi       | Mezőnyverseny | 2:37:06 (+0:53)    | 32.      |
| Imelda Chiappa         | Mezőnyverseny | 2:36:38 (+0:25)    |          |
| Imelda Chiappa         | Időfutam      | 0:38:47 (+0:02:07) | 8.       |

### Pálya-kerékpározás
Sprintversenyek
| Versenyző         | Versenyszám  | Selejtező | Selejtező | 1. forduló                           | Vigaszág                      | Vigaszág | 2. forduló                      | Vigaszág                                                   | Vigaszág | Nyolcaddöntő                   | Vigaszág                                       | Vigaszág | Negyeddöntő          | 5–8. helyért           | 5–8. helyért | Elődöntő             | Döntő                | Helyezés |
| Versenyző         | Versenyszám  | Idő       | Hely.     | Ellenfél Győztes idő                 | Ellenfelek Győztes idő        | Hely.    | Ellenfél Győztes idő            | Ellenfelek Győztes idő                                     | Hely.    | Ellenfél Győztes idő           | Ellenfelek Győztes idő                         | Hely.    | Ellenfél Győztes idő | Ellenfelek Győztes idő | Hely.        | Ellenfél Győztes idő | Ellenfél Győztes idő | Helyezés |
| ----------------- | ------------ | --------- | --------- | ------------------------------------ | ----------------------------- | -------- | ------------------------------- | ---------------------------------------------------------- | -------- | ------------------------------ | ---------------------------------------------- | -------- | -------------------- | ---------------------- | ------------ | -------------------- | -------------------- | -------- |
| Roberto Chiappa   | Férfi egyéni | 10,473    | 10.       | José Antonio Escuredo (ESP) · 10,896 |                               |          | Viesturs Bērziņš (LAT) · 11,044 | Lámbrosz Vaszilópulosz (GRE) · William Clay (USA) · 11,378 | 1.       | Marty Nothstein (USA) · 11,047 | Eyk Pokorny (GER) · José Moreno (ESP) · 10,982 | 2.       | kiesett              | kiesett                | kiesett      | kiesett              | kiesett              | kiesett  |
| Gianluca Capitano | Férfi egyéni | 10,895    | 21.       | Jens Fiedler (GER) · 11,722          | Martin Hrbáček (SVK) · 11,076 | 2.       | kiesett                         | kiesett                                                    | kiesett  | kiesett                        | kiesett                                        | kiesett  | kiesett              | kiesett                | kiesett      | kiesett              | kiesett              | kiesett  |

Üldözőversenyek
| Versenyző                                                       | Versenyszám  | Selejtező | Selejtező | Negyeddöntő                                                                                        | Negyeddöntő | Elődöntő | Elődöntő  | Döntő                               | Döntő     | Helyezés |
| Versenyző                                                       | Versenyszám  | Idő       | Hely.     | Ellenfél Idő                                                                                       | Saját idő   | Ellenfél Idő                                                                                                  | Saját idő | Ellenfél Idő                        | Saját idő | Helyezés |
| --------------------------------------------------------------- | ------------ | --------- | --------- | -------------------------------------------------------------------------------------------------- | ----------- | --- | --------- | ----------------------------------- | --------- | -------- |
| Andrea Collinelli                                               | Férfi egyéni | 4:19,699  | 1.        | Andrij Jacenko (UKR) · lekörözték                                                                  | 4:19,153    | Brad McGee (AUS) · 4:26,121                                                                                   | 4:22,775  | Philippe Ermenault (FRA) · 4:22,794 | 4:20,893  |          |
| Antonella Bellutti                                              | Női egyéni   | 3:34,130  | 1.        | Kathy Watt (AUS) · lekörözték                                                                      | 3:32,371    | Yvonne McGregor (GBR) · 3:40,885                                                                              | 3:34,404  | Marion Clignet (FRA) · 3:38,571     | 3:33,595  |          |
| Adler Capelli Mauro Trentini Andrea Collinelli Cristiano Citton | Férfi csapat | 4:09,695  | 2.        | Spanyolország (ESP) · Juan Martínez · Joan Llaneras · Bernardo González · Adolfo Alperi · 4:11,310 | 4:09,215    | Franciaország (FRA) · Christophe Capelle · Philippe Ermenault · Jean-Michel Monin · Francis Moreau · 4:06,880 | 4:08,460  | kiesett                             | kiesett   | 4.       |

Időfutam
| Név               | Versenyszám  | Idő      | Helyezés |
| ----------------- | ------------ | -------- | -------- |
| Gianluca Capitano | Férfi egyéni | 1:06,408 | 15.      |

Pontversenyek
| Név               | Versenyszám       | Pont | Körhátrány | Helyezés |
| ----------------- | ----------------- | ---- | ---------- | -------- |
| Silvio Martinello | Férfi pontverseny | 37   | 0          |          |
| Nada Cristofoli   | Női pontverseny   | 6    | 0          | 10.      |

## Kosárlabda

### Női
| Olasz női kosárlabdacsapat-játékoskeret                                                                         | Olasz női kosárlabdacsapat-játékoskeret                                                                            |
| --- | --- |
| - Susanna Bonfiglio - Mara Fullin - Nicoletta Caselin - Catarina Pollini - Giuseppina Tufano - Stefania Zanussi | - Elena Paparazzo - Valentina Gardellin - Viviana Ballabio - Marta Rezoagli - Lorenza Arnetoli - Novella Schiesaro |

#### Eredmények
Csoportkör
A csoport
| Csapat            | M | Gy | V | P+  | P–  | Pk  | P  |
| ----------------- | - | -- | - | --- | --- | --- | -- |
| Brazília (BRA)    | 5 | 5  | 0 | 424 | 360 | +64 | 10 |
| Oroszország (RUS) | 5 | 4  | 1 | 378 | 342 | +36 | 9  |
| Olaszország (ITA) | 5 | 3  | 2 | 330 | 309 | +21 | 8  |
| Japán (JPN)       | 5 | 2  | 3 | 365 | 396 | –31 | 7  |
| Kína (CHN)        | 5 | 1  | 4 | 347 | 378 | –31 | 6  |
| Kanada (CAN)      | 5 | 0  | 5 | 293 | 352 | –59 | 5  |

| 1996. július 21. | Olaszország (ITA)   | 62–53     | Kína (CHN)                                    | Atlanta Játékvezetők: Jose Reyes Ronfini (MEX), Antonio Soares De Campos (ANG) |
| 1996. július 21. | (27–36) Jegyzőkönyv |           |                                               | Atlanta Játékvezetők: Jose Reyes Ronfini (MEX), Antonio Soares De Campos (ANG) |
| 1996. július 21. | Caselin 16          | Pont      | Li Hszin (Li Xin), Liu Csün (Liu Jun) 15      | Atlanta Játékvezetők: Jose Reyes Ronfini (MEX), Antonio Soares De Campos (ANG) |
| 1996. július 21. | Schiesaro 5         | Lepattanó | három játékos 5                               | Atlanta Játékvezetők: Jose Reyes Ronfini (MEX), Antonio Soares De Campos (ANG) |
| 1996. július 21. | Caselin, Ballabio 3 | Gólpassz  | Li Hszin (Li Xin), Li Tung-mej (Li Dongmei) 4 | Atlanta Játékvezetők: Jose Reyes Ronfini (MEX), Antonio Soares De Campos (ANG) |

| 1996. július 23. | Kanada (CAN)        | 54–59     | Olaszország (ITA)   | Atlanta Játékvezetők: Jose Lapaix Guance (DOM), Romualdas Brazauskas (LTU) |
| 1996. július 23. | (34–24) Jegyzőkönyv |           |                     | Atlanta Játékvezetők: Jose Lapaix Guance (DOM), Romualdas Brazauskas (LTU) |
| 1996. július 23. | Smith 13            | Pont      | Fullin, Ballabio 15 | Atlanta Játékvezetők: Jose Lapaix Guance (DOM), Romualdas Brazauskas (LTU) |
| 1996. július 23. | Smith 7             | Lepattanó | Pollini, Tufano 4   | Atlanta Játékvezetők: Jose Lapaix Guance (DOM), Romualdas Brazauskas (LTU) |
| 1996. július 23. | Evans 5             | Gólpassz  | Gardellin 3         | Atlanta Játékvezetők: Jose Lapaix Guance (DOM), Romualdas Brazauskas (LTU) |

| 1996. július 25. | Olaszország (ITA)   | 70–75     | Oroszország (RUS)     | Atlanta Játékvezetők: Davorin Nakic (CRO), Raul Chaves Sagel (ARG) |
| 1996. július 25. | (37–41) Jegyzőkönyv |           |                       | Atlanta Játékvezetők: Davorin Nakic (CRO), Raul Chaves Sagel (ARG) |
| 1996. július 25. | Pollini 22          | Pont      | Sakirova 24           | Atlanta Játékvezetők: Davorin Nakic (CRO), Raul Chaves Sagel (ARG) |
| 1996. július 25. | Pollini 8           | Lepattanó | Baranova, Sakirova 12 | Atlanta Játékvezetők: Davorin Nakic (CRO), Raul Chaves Sagel (ARG) |
| 1996. július 25. | Fullin 5            | Gólpassz  | Szumnyikova 9         | Atlanta Játékvezetők: Davorin Nakic (CRO), Raul Chaves Sagel (ARG) |

| 1996. július 27. | Japán (JPN)         | 52–66     | Olaszország (ITA)    | Atlanta Játékvezetők: Robert Barnett (AUS), Juan Figueroa (PUR) |
| 1996. július 27. | (27–30) Jegyzőkönyv |           |                      | Atlanta Játékvezetők: Robert Barnett (AUS), Juan Figueroa (PUR) |
| 1996. július 27. | Murakami 13         | Pont      | Pollini, Arnetoli 13 | Atlanta Játékvezetők: Robert Barnett (AUS), Juan Figueroa (PUR) |
| 1996. július 27. | Icsidzsó 9          | Lepattanó | Fullin 11            | Atlanta Játékvezetők: Robert Barnett (AUS), Juan Figueroa (PUR) |
| 1996. július 27. | Murakami 5          | Gólpassz  | Ballabio, Pollini 3  | Atlanta Játékvezetők: Robert Barnett (AUS), Juan Figueroa (PUR) |

| 1996. július 29. | Olaszország (ITA)   | 73–75     | Brazília (BRA)       | Atlanta Játékvezetők: Sally Bell (USA), Romualdas Brazauskas (LTU) |
| 1996. július 29. | (37–38) Jegyzőkönyv |           |                      | Atlanta Játékvezetők: Sally Bell (USA), Romualdas Brazauskas (LTU) |
| 1996. július 29. | Bonfiglio 15        | Pont      | dos Santos Arcain 17 | Atlanta Játékvezetők: Sally Bell (USA), Romualdas Brazauskas (LTU) |
| 1996. július 29. | Pollini 5           | Lepattanó | de Souza Sobral 8    | Atlanta Játékvezetők: Sally Bell (USA), Romualdas Brazauskas (LTU) |
| 1996. július 29. | Pollini 4           | Gólpassz  | dos Santos Arcain 5  | Atlanta Játékvezetők: Sally Bell (USA), Romualdas Brazauskas (LTU) |

Negyeddöntő
| 1996. július 31. 20:00 | Ukrajna (UKR)       | 59–50     | Olaszország (ITA) | Atlanta Játékvezetők: Miguel Betancor Leon (ESP), Janice Deakin (CAN) |
| 1996. július 31. 20:00 | (25–22) Jegyzőkönyv |           |                   | Atlanta Játékvezetők: Miguel Betancor Leon (ESP), Janice Deakin (CAN) |
| 1996. július 31. 20:00 | Nazarenko 16        | Pont      | Pollini 13        | Atlanta Játékvezetők: Miguel Betancor Leon (ESP), Janice Deakin (CAN) |
| 1996. július 31. 20:00 | Zsirko 15           | Lepattanó | Pollini 8         | Atlanta Játékvezetők: Miguel Betancor Leon (ESP), Janice Deakin (CAN) |
| 1996. július 31. 20:00 | Tkacsenko 6         | Gólpassz  | Fullin, Pollini 3 | Atlanta Játékvezetők: Miguel Betancor Leon (ESP), Janice Deakin (CAN) |

Az 5–8. helyért
| 1996. augusztus 1. 17:00 | Kuba (CUB)          | 78–70     | Olaszország (ITA)  | Atlanta Játékvezetők: Pascal Noel Dorizon (FRA), Sally Bell (USA) |
| 1996. augusztus 1. 17:00 | (37–40) Jegyzőkönyv |           |                    | Atlanta Játékvezetők: Pascal Noel Dorizon (FRA), Sally Bell (USA) |
| 1996. augusztus 1. 17:00 | Martínez 23         | Pont      | Pollini 15         | Atlanta Játékvezetők: Pascal Noel Dorizon (FRA), Sally Bell (USA) |
| 1996. augusztus 1. 17:00 | Enríquez 17         | Lepattanó | Ballabio, Tufano 8 | Atlanta Játékvezetők: Pascal Noel Dorizon (FRA), Sally Bell (USA) |
| 1996. augusztus 1. 17:00 | Henry 5             | Gólpassz  | három játékos 3    | Atlanta Játékvezetők: Pascal Noel Dorizon (FRA), Sally Bell (USA) |

A 7. helyért
| 1996. augusztus 3. 15:00 | Japán (JPN)           | 81–69     | Olaszország (ITA) | Atlanta Játékvezetők: Yi Cui (CHN), Jose Pelissari (BRA) |
| 1996. augusztus 3. 15:00 | (41–32) Jegyzőkönyv   |           |                   | Atlanta Játékvezetők: Yi Cui (CHN), Jose Pelissari (BRA) |
| 1996. augusztus 3. 15:00 | Hagivara 21           | Pont      | Paparazzo 19      | Atlanta Játékvezetők: Yi Cui (CHN), Jose Pelissari (BRA) |
| 1996. augusztus 3. 15:00 | Hagivara, Hamagucsi 9 | Lepattanó | Pollini 6         | Atlanta Játékvezetők: Yi Cui (CHN), Jose Pelissari (BRA) |
| 1996. augusztus 3. 15:00 | Harada 5              | Gólpassz  | Caselin 5         | Atlanta Játékvezetők: Yi Cui (CHN), Jose Pelissari (BRA) |

| Csapat            | Helyezés |
| ----------------- | -------- |
| Olaszország (ITA) | 8.       |

## Labdarúgás

### Férfi
| Olasz férfi labdarúgócsapat-játékoskeret | Olasz férfi labdarúgócsapat-játékoskeret |
| --- | --- |
| - Gianluca Pagliuca - Alessandro Nesta - Fabio Cannavaro - Salvatore Fresi - Raffaele Ametrano - Massimo Crippa - Marco Branca - Massimo Brambilla - Marco Delvecchio | - Gianluigi Buffon - Alessandro Pistone - Damiano Tommasi - Fabio Pecchia - Fabio Galante - Domenico Morfeo - Cristiano Lucarelli - Antonino Bernardini - Luigi Sartor |

#### Eredmények
Csoportkör
C csoport
| Csapat            | M | Gy | D | V | Rg | Kg | Gk | P |
| ----------------- | - | -- | - | - | -- | -- | -- | - |
| Mexikó (MEX)      | 3 | 1  | 2 | 0 | 2  | 1  | +1 | 5 |
| Ghána (GHA)       | 3 | 1  | 1 | 1 | 4  | 4  | 0  | 4 |
| Dél-Korea (KOR)   | 3 | 1  | 1 | 1 | 2  | 2  | 0  | 4 |
| Olaszország (ITA) | 3 | 1  | 0 | 2 | 4  | 5  | –1 | 3 |

| 1996. július 21. 17.00 |

| Mexikó (MEX) | 1–0               | Olaszország (ITA) |
| ------------ | ----------------- | ----------------- |
| Palencia 83' | (0–0) Jegyzőkönyv |                   |

| Legion Field, Birmingham Nézőszám: 44 211 Játékvezető: Hugh Dallas (skót) |

| 1996. július 23. 21.00 |

| Ghána (GHA)                          | 3–2               | Olaszország (ITA)        |
| ------------------------------------ | ----------------- | ------------------------ |
| Sabah 15' 74' Ahinful 63' (11-esből) | (1–2) Jegyzőkönyv | Branca 8' 44' (11-esből) |

| RFK Stadium, Washington Nézőszám: 27 849 Játékvezető: José García Aranda (spanyol) |

| 1996. július 25. 21.00 |

| Olaszország (ITA) | 2–1               | Dél-Korea (KOR)               |
| ----------------- | ----------------- | ----------------------------- |
| Branca 24' 82'    | (1–0) Jegyzőkönyv | I Gihjong (Lee Gi-Hyeong) 62' |

| Legion Field, Birmingham Nézőszám: 28 319 Játékvezető: Robert Ruben Ruscio (argentin) |

| Csapat            | Helyezés |
| ----------------- | -------- |
| Olaszország (ITA) | 12.      |

## Lovaglás
Díjlovaglás
| Versenyző                                               | Ló                    | Versenyszám | 1. kör | 1. kör | 2. kör  | 2. kör  | 3. kör  | 3. kör  | Végeredmény | Végeredmény |
| Versenyző                                               | Ló                    | Versenyszám | Pont   | Hely.  | Pont    | Hely.   | Pont    | Hely.   | Pont        | Helyezés    |
| ------------------------------------------------------- | --------------------- | ----------- | ------ | ------ | ------- | ------- | ------- | ------- | ----------- | ----------- |
| Pia Laus                                                | Liebenberg            | Egyéni      | 64,00  | 34.    | kiesett | kiesett | kiesett | kiesett | kiesett     | kiesett     |
| Paolo Giani Margi                                       | Destino di Acciarella | Egyéni      | 63,80  | 35.    | kiesett | kiesett | kiesett | kiesett | kiesett     | kiesett     |
| Daria Fantoni                                           | Sonny Boy             | Egyéni      | 59,84  | 41.    | kiesett | kiesett | kiesett | kiesett | kiesett     | kiesett     |
| Fausto Puccini                                          | Fiffikus              | Egyéni      | 56,72  | 45.    | kiesett | kiesett | kiesett | kiesett | kiesett     | kiesett     |
| Pia Laus Paolo Giani Margi Daria Fantoni Fausto Puccini | lásd fentebb          | Csapat      |        |        |         |         |         |         | 4691        | 9.          |

Díjugratás
| Versenyző                                                 | Ló                 | Versenyszám | Selejtező | Selejtező | Selejtező | Selejtező | Selejtező | Selejtező | Selejtező | Selejtező | Döntő      | Döntő      | Döntő  | Döntő  | Végeredmény | Végeredmény |
| Versenyző                                                 | Ló                 | Versenyszám | 1. kör    | 1. kör    | 2. kör    | 2. kör    | 2. kör    | 3. kör    | 3. kör    | 3. kör    | 1. kör     | 1. kör     | 2. kör | 2. kör | Végeredmény | Végeredmény |
| Versenyző                                                 | Ló                 | Versenyszám | Bünt.     | Hely.     | Bünt.     | Össz.     | Hely.     | Bünt.     | Össz.     | Hely.     | Bünt.      | Hely.      | Bünt.  | Hely.  | Bünt.       | Helyezés    |
| --------------------------------------------------------- | ------------------ | ----------- | --------- | --------- | --------- | --------- | --------- | --------- | --------- | --------- | ---------- | ---------- | ------ | ------ | ----------- | ----------- |
| Jerry Smit                                                | Constantijn        | Egyéni      | 8,25      | 50.       | 4,00      | 12,25     | 29.       | 4,00      | 16,25     | 23.       | 12,25      | 19.        |        |        | 12,25       | 19.         |
| Valerio Sozzi                                             | Gaston M           | Egyéni      | 0,00      | 1.        | 12,00     | 12,00     | 22.       | 0,00      | 12,00     | 9.        | nem indult | nem indult |        |        | kiesett     | kiesett     |
| Natale Chiaudani                                          | Rheingold de Luyne | Egyéni      | 4,00      | 14.       | 12,00     | 16,00     | 38.       | 4,00      | 20,00     | 29.       | kiesett    | kiesett    |        |        | kiesett     | kiesett     |
| Arnaldo Bologni                                           | Eileen             | Egyéni      | 8,00      | 40.       | 12,00     | 20,00     | 45.       | 24,00     | 44,00     | 56.       | kiesett    | kiesett    |        |        | kiesett     | kiesett     |
| Jerry Smit Valerio Sozzi Natale Chiaudani Arnaldo Bologni | lásd fentebb       | Csapat      |           |           |           |           |           |           |           |           | 28,00      | 12.        | 8,00   | 4.     | 36,00       | 9.          |

Lovastusa
| Versenyző                                                             | Ló                                       | Versenyszám | Díjlovaglás | Díjlovaglás | Tereplovaglás | Tereplovaglás | Tereplovaglás | Díjugratás    | Díjugratás    | Végeredmény | Végeredmény |
| Versenyző                                                             | Ló                                       | Versenyszám | Bünt.       | Hely.       | Bünt.         | Össz.         | Hely.         | Bünt.         | Hely.         | Bünt.       | Helyezés    |
| --------------------------------------------------------------------- | ---------------------------------------- | ----------- | ----------- | ----------- | ------------- | ------------- | ------------- | ------------- | ------------- | ----------- | ----------- |
| Marco Cappai                                                          | Night Court                              | Egyéni      | 52,20       | 17.         | 50,80         | 103,00        | 13.           | 35,00         | 18.           | 138,00      | 14.         |
| Roberta Gentini                                                       | Zigolo di san Calogei                    | Egyéni      | 59,80       | 25.         | 79,20         | 139,00        | 16.           | 7,75          | 10.           | 146,75      | 15.         |
| Lara Villata Nicola Delli Santi Ranieri Campello Giacomo Della Chiesa | Nikki Dow Donnizetti Mill Bank Diver Dan | Csapat      | 166,40      | 9.          | 338,00        | 504,40        | 9.            | nem ért célba | nem ért célba | 1394,45     | 12.         |

## Műugrás
Férfi
| Versenyző        | Versenyszám    | Selejtező | Selejtező | Elődöntő | Elődöntő | Döntő   | Döntő    |
| Versenyző        | Versenyszám    | Pont      | Helyezés  | Pont     | Helyezés | Pont    | Helyezés |
| ---------------- | -------------- | --------- | --------- | -------- | -------- | ------- | -------- |
| Davide Lorenzini | Egyéni műugrás | 356,55    | 16.       | 559,35   | 15.      | kiesett | kiesett  |

Női
| Versenyző          | Versenyszám        | Selejtező | Selejtező | Elődöntő | Elődöntő | Döntő   | Döntő    |
| Versenyző          | Versenyszám        | Pont      | Helyezés  | Pont     | Helyezés | Pont    | Helyezés |
| ------------------ | ------------------ | --------- | --------- | -------- | -------- | ------- | -------- |
| Francesca D’Oriano | Egyéni műugrás     | 208,77    | 24.       | kiesett  | kiesett  | kiesett | kiesett  |
| Francesca D’Oriano | Egyéni toronyugrás | 202,86    | 28.       | kiesett  | kiesett  | kiesett | kiesett  |

## Ökölvívás
| Versenyző            | Versenyszám     | Selejtező                       | Nyolcaddöntő                  | Negyeddöntő                   | Elődöntő          | Döntő             | Helyezés |
| Versenyző            | Versenyszám     | Ellenfél Eredmény               | Ellenfél Eredmény             | Ellenfél Eredmény             | Ellenfél Eredmény | Ellenfél Eredmény | Helyezés |
| -------------------- | --------------- | ------------------------------- | ----------------------------- | ----------------------------- | ----------------- | ----------------- | -------- |
| Carmine Molaro       | Légsúly         | Hussy Hussein (AUS) · 8–11      | kiesett                       | kiesett                       | kiesett           | kiesett           | 17.      |
| Cristian Giantomassi | Könnyűsúly      | Szergej Kopenkin (KGZ) · 11–12  | kiesett                       | kiesett                       | kiesett           | kiesett           | 17.      |
| Antonio Perugino     | Nagyváltósúly   | José Luis Quiñones (PUR) · 10–8 | Roger Pettersson (SWE) · 18–7 | Alfredo Duvergel (CUB) · 8–15 | kiesett           | kiesett           | 8.       |
| Pietro Aurino        | Félnehézsúly    | Yusuf Öztürk (TUR) · 15–7       | Vaszilij Zsirov (KAZ) · 13–18 | kiesett                       | kiesett           | kiesett           | 9.       |
| Paolo Vidoz          | Szupernehézsúly | erőnyerő                        | Alexis Rubalcaba (CUB) · RSC  | kiesett                       | kiesett           | kiesett           | 9.       |

RSC - a mérkőzésvezető megállította a mérkőzést

## Öttusa
| Versenyző           | Lövészet | Lövészet | Lövészet | Úszás   | Úszás | Úszás | Vívás    | Vívás | Vívás | Lovaglás | Lovaglás | Lovaglás | Lovaglás | Futás     | Futás | Futás | Összesen    | Összesen |
| Versenyző           | Pontszám | Pont     | Hely.    | Idő     | Pont  | Hely. | Eredmény | Pont  | Hely. | Idő      | Hibapont | Pont     | Hely.    | Idő       | Pont  | Hely. | Összes pont | Helyezés |
| ------------------- | -------- | -------- | -------- | ------- | ----- | ----- | -------- | ----- | ----- | -------- | -------- | -------- | -------- | --------- | ----- | ----- | ----------- | -------- |
| Cesare Toraldo      | 181      | 1108     | 7.       | 3:17,16 | 1296  | 7.    | 18–13    | 880   | 7.*   | 1:15,22  | 60       | 1040     | 9.       | 13:49,330 | 1078  | 26.   | 5402        | 8.       |
| Fabio Nebuloni      | 180      | 1096     | 8.       | 3:33,62 | 1164  | 28.   | 16–15    | 820   | 14.*  | 1:14,68  | 90       | 1010     | 14.      | 13:10,790 | 1195  | 15.   | 5285        | 17.      |
| Alessandro Conforto | 182      | 1120     | 6.       | 3:37,38 | 1136  | 31.   | 18–13    | 880   | 7.*   | 1:18,29  | 210      | 884      | 29.      | 13:39,007 | 1108  | 24.   | 5128        | 25.      |

* - három másik versenyzővel azonos eredményt ért el

## Röplabda

### Férfi
| Olasz férfi röplabdacsapat-játékoskeret                                                             | Olasz férfi röplabdacsapat-játékoskeret                                                             |
| --------------------------------------------------------------------------------------------------- | --------------------------------------------------------------------------------------------------- |
| - Andrea Gardini - Marco Meoni - Pasquale Gravina - Paolo Tofoli - Samuele Papi - Andrea Sartoretti | - Marco Bracci - Lorenzo Bernardi - Luca Cantagalli - Andrea Zorzi - Andrea Giani - Vigor Bovolenta |

#### Eredmények
Csoportkör
B csoport
|                   |      | Mérkőzések | Mérkőzések | Szettek | Szettek | Szettek | Pontok | Pontok | Pontok |
| Csapat            | Pont | Gy         | V          | Sz+     | Sz–     | SzA     | P+     | P–     | PA     |
| ----------------- | ---- | ---------- | ---------- | ------- | ------- | ------- | ------ | ------ | ------ |
| Olaszország (ITA) | 10   | 5          | 0          | 15      | 0       | MAX     | 225    | 138    | 1,630  |
| Hollandia (NED)   | 9    | 4          | 1          | 12      | 3       | 4,000   | 209    | 131    | 1,595  |
| Jugoszlávia (YUG) | 8    | 3          | 2          | 9       | 8       | 1,125   | 215    | 191    | 1,126  |
| Oroszország (RUS) | 7    | 2          | 3          | 7       | 9       | 0,778   | 181    | 216    | 0,838  |
| Dél-Korea (KOR)   | 6    | 1          | 4          | 3       | 12      | 0,250   | 156    | 198    | 0,788  |
| Tunézia (TUN)     | 5    | 0          | 5          | 1       | 15      | 0,067   | 113    | 225    | 0,502  |

| 1996. július 21. 10:00 | Dél-Korea (KOR)      | 0–3 | Olaszország (ITA) | Atlanta Játékvezető: Jose Sanler Diaz (CUB), Konstantinos Margaritis (GRE) |
| 1996. július 21. 10:00 | (13–15, 12–15, 8–15) |     |                   | Atlanta Játékvezető: Jose Sanler Diaz (CUB), Konstantinos Margaritis (GRE) |

| 1996. július 23. 16:00 | Olaszország (ITA)  | 3–0 | Tunézia (TUN) | Atlanta Játékvezető: Fernando Nava Abarca (MEX), Neill Luebke (USA) |
| 1996. július 23. 16:00 | (15–9, 15–5, 15–1) |     |               | Atlanta Játékvezető: Fernando Nava Abarca (MEX), Neill Luebke (USA) |

| 1996. július 25. 10:00 | Hollandia (NED)     | 0–3 | Olaszország (ITA) | Atlanta Játékvezető: Jarmo Salonen (FIN), Guillermo Paredes (ARG) |
| 1996. július 25. 10:00 | (8–15, 8–15, 13–15) |     |                   | Atlanta Játékvezető: Jarmo Salonen (FIN), Guillermo Paredes (ARG) |

| 1996. július 27. 10:00 | Oroszország (RUS)    | 0–3 | Olaszország (ITA) | Atlanta Játékvezető: Frank Leuthaeusser (GER), Zheng Zhon Qu (CHN) |
| 1996. július 27. 10:00 | (11–15, 6–15, 12–15) |     |                   | Atlanta Játékvezető: Frank Leuthaeusser (GER), Zheng Zhon Qu (CHN) |

| 1996. július 29. 10:00 | Olaszország (ITA)    | 3–0 | Jugoszlávia (SCG) | Atlanta Játékvezető: Guillermo Paredes (ARG), Jarmo Salonen (FIN) |
| 1996. július 29. 10:00 | (15–12, 15–8, 15–12) |     |                   | Atlanta Játékvezető: Guillermo Paredes (ARG), Jarmo Salonen (FIN) |

Negyeddöntő
| 1996. július 31. 19:30 | Argentína (ARG)           | 1–3 | Olaszország (ITA) | Atlanta Játékvezető: Barry Dragon (USA), Patrick Rachard (FRA) |
| 1996. július 31. 19:30 | (15–12, 9–15, 7–15, 4–15) |     |                   | Atlanta Játékvezető: Barry Dragon (USA), Patrick Rachard (FRA) |

Elődöntő
| 1996. augusztus 2. 19:30 | Jugoszlávia (SCG)         | 1–3 | Olaszország (ITA) | Atlanta Játékvezető: Josebel Palmeirim (BRA), Patrick Rachard (FRA) |
| 1996. augusztus 2. 19:30 | (12–15, 15–8, 6–15, 7–15) |     |                   | Atlanta Játékvezető: Josebel Palmeirim (BRA), Patrick Rachard (FRA) |

Döntő
| 1996. augusztus 4. 14:00 | Hollandia (NED)                   | 3–2 | Olaszország (ITA) | Atlanta Játékvezető: Jose Sanler Diaz (CUB), Guillermo Paredes (ARG) |
| 1996. augusztus 4. 14:00 | (15–12, 9–15, 16–14, 9–15, 17–15) |     |                   | Atlanta Játékvezető: Jose Sanler Diaz (CUB), Guillermo Paredes (ARG) |

| Csapat            | Helyezés |
| ----------------- | -------- |
| Olaszország (ITA) |          |

### Strandröplabda

#### Férfi
| Versenyző                      | 1. forduló                                              | 2. forduló                                                  | 3. forduló        | 4. forduló        | Reményág                                         | Reményág                                               | Reményág          | Reményág          | Reményág          | Elődöntő          | Döntő             | Helyezés |
| Versenyző                      | 1. forduló                                              | 2. forduló                                                  | 3. forduló        | 4. forduló        | 1. forduló                                       | 2. forduló                                             | 3. forduló        | 4. forduló        | 5. forduló        | Elődöntő          | Döntő             | Helyezés |
| Versenyző                      | Ellenfél Eredmény                                       | Ellenfél Eredmény                                           | Ellenfél Eredmény | Ellenfél Eredmény | Ellenfél Eredmény                                | Ellenfél Eredmény                                      | Ellenfél Eredmény | Ellenfél Eredmény | Ellenfél Eredmény | Ellenfél Eredmény | Ellenfél Eredmény | Helyezés |
| ------------------------------ | ------------------------------------------------------- | ----------------------------------------------------------- | ----------------- | ----------------- | ------------------------------------------------ | ------------------------------------------------------ | ----------------- | ----------------- | ----------------- | ----------------- | ----------------- | -------- |
| Andrea Ghiurghi Nicola Grigolo | Új-Zéland (NZL) · Reid Hamilton · Glenn Hamilton · 15–8 | Egyesült Államok (USA) · Karch Kiraly · Kent Steffes · 7–15 |                   |                   | Kanada (CAN) · Edward Drakich · Marc Dunn · 15–8 | Norvégia (NOR) · Jan Kvalheim · Bjørn Maaseide · 11–15 | kiesett           | kiesett           | kiesett           | kiesett           | kiesett           | 13.      |

#### Női
| Versenyző                          | 1. forduló        | 2. forduló                                                 | 3. forduló        | 4. forduló        | Reményág          | Reményág                                                | Reményág          | Reményág          | Reményág          | Elődöntő          | Döntő             | Helyezés |
| Versenyző                          | 1. forduló        | 2. forduló                                                 | 3. forduló        | 4. forduló        | 1. forduló        | 2. forduló                                              | 3. forduló        | 4. forduló        | 5. forduló        | Elődöntő          | Döntő             | Helyezés |
| Versenyző                          | Ellenfél Eredmény | Ellenfél Eredmény                                          | Ellenfél Eredmény | Ellenfél Eredmény | Ellenfél Eredmény | Ellenfél Eredmény                                       | Ellenfél Eredmény | Ellenfél Eredmény | Ellenfél Eredmény | Ellenfél Eredmény | Ellenfél Eredmény | Helyezés |
| ---------------------------------- | ----------------- | ---------------------------------------------------------- | ----------------- | ----------------- | ----------------- | ------------------------------------------------------- | ----------------- | ----------------- | ----------------- | ----------------- | ----------------- | -------- |
| Annamaria Solazzi Consuelo Turetta | erőnyerő          | Brazília (BRA) · Mônica Rodrigues · Adriana Samuel · 15–17 |                   |                   |                   | Norvégia (NOR) · Merita Berntsen · Ragni Hestad · 11–15 | kiesett           | kiesett           | kiesett           | kiesett           | kiesett           | 13.      |

## Sportlövészet
Férfi
| Versenyző            | Versenyszám     | Selejtező | Selejtező  | Döntő   | Döntő    |
| Versenyző            | Versenyszám     | Pont      | Helyezés   | Pont    | Helyezés |
| -------------------- | --------------- | --------- | ---------- | ------- | -------- |
| Roberto Di Donna     | Szabadpisztoly  | 569       | 2.*        | 661,8   |          |
| Roberto Di Donna     | Légpisztoly     | 585       | 2.*        | 684,2   |          |
| Vigilio Fait         | Légpisztoly     | 578       | 17.*       | kiesett | kiesett  |
| Vigilio Fait         | Szabadpisztoly  | 569       | 2.*        | 659,8   | 5.       |
| Carlo Colombo        | Futócéllövészet | 562       | 17.        | kiesett | kiesett  |
| Giovanni Pellielo    | Trap            | 120       | 13.******  | kiesett | kiesett  |
| Marcello Tittarelli  | Trap            | 119       | 20.******* | kiesett | kiesett  |
| Marco Venturini      | Trap            | 119       | 20.******* | kiesett | kiesett  |
| Albano Pera          | Dupla trap      | 139       | 4.*        | 183     |          |
| Mirco Cenci          | Dupla trap      | 137       | 9.         | kiesett | kiesett  |
| Ennio Falco          | Skeet           | 125       | 1.         | 149     |          |
| Andrea Benelli       | Skeet           | 123       | 2.*        | 147so   |          |
| Bruno Mario Rossetti | Skeet           | 119       | 20.*****   | kiesett | kiesett  |

Női
| Versenyző        | Versenyszám   | Selejtező | Selejtező | Döntő   | Döntő    |
| Versenyző        | Versenyszám   | Pont      | Helyezés  | Pont    | Helyezés |
| ---------------- | ------------- | --------- | --------- | ------- | -------- |
| Michela Suppo    | Sportpisztoly | 567       | 30.**     | kiesett | kiesett  |
| Michela Suppo    | Légpisztoly   | 378       | 19.*      | kiesett | kiesett  |
| Barbara Stizzoli | Légpisztoly   | 376       | 23.***    | kiesett | kiesett  |
| Barbara Stizzoli | Sportpisztoly | 573       | 23.***    | kiesett | kiesett  |
| Giovanna Pasello | Dupla trap    | 103       | 9.        | kiesett | kiesett  |
| Deborah Gelisio  | Dupla trap    | 97        | 15.*      | kiesett | kiesett  |

* - egy másik versenyzővel azonos eredményt ért el

** - két másik versenyzővel azonos eredményt ért el

*** - három másik versenyzővel azonos eredményt ért el

***** - öt másik versenyzővel azonos eredményt ért el

****** - hét másik versenyzővel azonos eredményt ért el

******* - tíz másik versenyzővel azonos eredményt ért el

## Súlyemelés
| Versenyző           | Versenyszám | Szakítás | Szakítás | Lökés    | Lökés    | Összesen | Helyezés |
| Versenyző           | Versenyszám | Eredmény | Helyezés | Eredmény | Helyezés | Összesen | Helyezés |
| ------------------- | ----------- | -------- | -------- | -------- | -------- | -------- | -------- |
| Giovanni Scarantino | 54 kg       | 110,0    | 9.*      | 130,0    | 16.*     | 240,0    | 15.      |
| Raffaele Mancino    | 91 kg       | 160,0    | 18.      | 180,0    | 21.*     | 340,0    | 21.      |

* - másik versenyzővel azonos eredményt ért el

## Szinkronúszás
| Versenyző | Szabad gyakorlat | Szabad gyakorlat | Technikai gyakorlat | Technikai gyakorlat | Összesítés | Összesítés |
| Versenyző | Pont             | Hely.            | Pont                | Hely.               | Pont       | Helyezés   |
| --- | ---------------- | ---------------- | ------------------- | ------------------- | ---------- | ---------- |
| Giada Ballan Serena Bianchi Giovanna Burlando Mara Brunetti Manuela Carnini Brunella Carrafelli Maurizia Cecconi Paola Celli Roberta Farinelli Letizia Nuzzo | 94,533           | 6.               | 93,733              | 8.                  | 94,253     | 6.         |

## Tenisz
Férfi
| Versenyző                     | Versenyszám | 64-es főtábla                    | 32-es főtábla                                                            | Nyolcaddöntő                          | Negyeddöntő                     | Elődöntő          | Bronz- mérkőzés   | Döntő             | Helyezés |
| Versenyző                     | Versenyszám | Ellenfél Eredmény                | Ellenfél Eredmény                                                        | Ellenfél Eredmény                     | Ellenfél Eredmény               | Ellenfél Eredmény | Ellenfél Eredmény | Ellenfél Eredmény | Helyezés |
| ----------------------------- | ----------- | -------------------------------- | ------------------------------------------------------------------------ | ------------------------------------- | ------------------------------- | ----------------- | ----------------- | ----------------- | -------- |
| Renzo Furlan                  | Egyes       | Jiří Novák (CZE) · 4–6, 6–4, 6–3 | Marcelo Filippini (URU) · 7–5, 6–2                                       | Marc Rosset (SUI) · 6–4, 4–2, feladta | Lijendar Pedzs (IND) · 1–6, 5–7 | kiesett           | kiesett           | kiesett           | 5.       |
| Andrea Gaudenzi               | Egyes       | Carlos Costa (ESP) · 6–3, 6–2    | Oscar Ortíz (MEX) · 6–1, 7–6                                             | Andre Agassi (USA) · 6–2, 4–6, 2–6    | kiesett                         | kiesett           | kiesett           | kiesett           | 9.       |
| Stefano Pescosolido           | Egyes       | Fino Meligeni (BRA) · 4–6, 2–6   | kiesett                                                                  | kiesett                               | kiesett                         | kiesett           | kiesett           | kiesett           | 33.      |
| Andrea Gaudenzi Diego Nargiso | Páros       |                                  | Németország (GER) · Marc-Kevin Goellner · David Prinosil · 6–4, 1–6, 5–7 | kiesett                               | kiesett                         | kiesett           | kiesett           | kiesett           | 17.      |

Női
| Versenyző                        | Versenyszám | 64-es főtábla                        | 32-es főtábla                                                | Nyolcaddöntő      | Negyeddöntő       | Elődöntő          | Bronz- mérkőzés   | Döntő             | Helyezés |
| Versenyző                        | Versenyszám | Ellenfél Eredmény                    | Ellenfél Eredmény                                            | Ellenfél Eredmény | Ellenfél Eredmény | Ellenfél Eredmény | Ellenfél Eredmény | Ellenfél Eredmény | Helyezés |
| -------------------------------- | ----------- | ------------------------------------ | ------------------------------------------------------------ | ----------------- | ----------------- | ----------------- | ----------------- | ----------------- | -------- |
| Silvia Farina Elia               | Egyes       | Clare Wood (GBR) · 6–2, 6–2          | Arantxa Sánchez Vicario (ESP) · 1–6, 3–6                     | kiesett           | kiesett           | kiesett           | kiesett           | kiesett           | 17.      |
| Rita Grande                      | Egyes       | Patricia Hy-Boulais (CAN) · 4–6, 4–6 | kiesett                                                      | kiesett           | kiesett           | kiesett           | kiesett           | kiesett           | 33.      |
| Adriana Serra-Zanetti            | Egyes       | Wang Shi-Ting (TPE) · 5–7, 6–7       | kiesett                                                      | kiesett           | kiesett           | kiesett           | kiesett           | kiesett           | 33.      |
| Silvia Farina Elia Laura Golarsa | Páros       |                                      | Horvátország (CRO) · Iva Majoli · Maja Murić · 6–7, 6–4, 7–9 | kiesett           | kiesett           | kiesett           | kiesett           | kiesett           | 17.      |

## Torna
Férfi
| Versenyző                                                                                          | Versenyszám      | Selejtező | Selejtező | Döntő    | Döntő    |
| Versenyző                                                                                          | Versenyszám      | Pontszám  | Helyezés  | Pontszám | Helyezés |
| -------------------------------------------------------------------------------------------------- | ---------------- | --------- | --------- | -------- | -------- |
| Jury Chechi                                                                                        | Talaj            | 18,725    | 47.*      | kiesett  | kiesett  |
| Jury Chechi                                                                                        | Ugrás            | 19,200    | 20.**     | kiesett  | kiesett  |
| Jury Chechi                                                                                        | Korlát           | 17,437    | 87.       | kiesett  | kiesett  |
| Jury Chechi                                                                                        | Nyújtó           | 18,487    | 65.       | kiesett  | kiesett  |
| Jury Chechi                                                                                        | Gyűrű            | 19,512    | 1.        | 9,887    |          |
| Jury Chechi                                                                                        | Lólengés         | 18,825    | 39.**     | kiesett  | kiesett  |
| Jury Chechi                                                                                        | Egyéni összetett | 112,186   | 35.*      | 57,124   | 17.*     |
| Boris Preti                                                                                        | Talaj            | 18,600    | 62.       | kiesett  | kiesett  |
| Boris Preti                                                                                        | Ugrás            | 18,875    | 50.       | kiesett  | kiesett  |
| Boris Preti                                                                                        | Korlát           | 18,962    | 26.       | kiesett  | kiesett  |
| Boris Preti                                                                                        | Nyújtó           | 19,262    | 12.*      | kiesett  | kiesett  |
| Boris Preti                                                                                        | Gyűrű            | 18,862    | 39.*      | kiesett  | kiesett  |
| Boris Preti                                                                                        | Lólengés         | 18,200    | 71.*      | kiesett  | kiesett  |
| Boris Preti                                                                                        | Egyéni összetett | 112,761   | 30.       | 56,661   | 27.      |
| Roberto Galli                                                                                      | Talaj            | 19,099    | 26.       | kiesett  | kiesett  |
| Roberto Galli                                                                                      | Ugrás            | 18,950    | 42.***    | kiesett  | kiesett  |
| Roberto Galli                                                                                      | Korlát           | 18,600    | 49.       | kiesett  | kiesett  |
| Roberto Galli                                                                                      | Nyújtó           | 18,825    | 48.       | kiesett  | kiesett  |
| Roberto Galli                                                                                      | Gyűrű            | 18,862    | 39.*      | kiesett  | kiesett  |
| Roberto Galli                                                                                      | Lólengés         | 18,000    | 76.*      | kiesett  | kiesett  |
| Roberto Galli                                                                                      | Egyéni összetett | 112,336   | 34.       | 56,449   | 28.      |
| Paolo Bucci                                                                                        | Talaj            | 18,000    | 82.       | kiesett  | kiesett  |
| Paolo Bucci                                                                                        | Ugrás            | 19,024    | 39.       | kiesett  | kiesett  |
| Paolo Bucci                                                                                        | Korlát           | 18,650    | 45.       | kiesett  | kiesett  |
| Paolo Bucci                                                                                        | Nyújtó           | 9,487     | 101.      | kiesett  | kiesett  |
| Paolo Bucci                                                                                        | Gyűrű            | 19,087    | 19.       | kiesett  | kiesett  |
| Paolo Bucci                                                                                        | Lólengés         | 12,150    | 98.       | kiesett  | kiesett  |
| Paolo Bucci                                                                                        | Egyéni összetett | 96,398    | 77.       | kiesett  | kiesett  |
| Sergio Luini                                                                                       | Talaj            | 18,475    | 68.*      | kiesett  | kiesett  |
| Sergio Luini                                                                                       | Ugrás            | 18,700    | 60.*      | kiesett  | kiesett  |
| Sergio Luini                                                                                       | Korlát           | 18,575    | 50.**     | kiesett  | kiesett  |
| Sergio Luini                                                                                       | Nyújtó           | 18,950    | 36.*      | kiesett  | kiesett  |
| Sergio Luini                                                                                       | Lólengés         | 18,837    | 36.**     | kiesett  | kiesett  |
| Sergio Luini                                                                                       | Egyéni összetett | 93,537    | 81.       | kiesett  | kiesett  |
| Marcello Barbieri                                                                                  | Talaj            | 18,450    | 70.       | kiesett  | kiesett  |
| Marcello Barbieri                                                                                  | Ugrás            | 18,600    | 74.       | kiesett  | kiesett  |
| Marcello Barbieri                                                                                  | Korlát           | 17,875    | 80.*      | kiesett  | kiesett  |
| Marcello Barbieri                                                                                  | Nyújtó           | 9,150     | 105.      | kiesett  | kiesett  |
| Marcello Barbieri                                                                                  | Gyűrű            | 18,712    | 54.*      | kiesett  | kiesett  |
| Marcello Barbieri                                                                                  | Egyéni összetett | 82,787    | 97.       | kiesett  | kiesett  |
| Francesco Colombo                                                                                  | Nyújtó           | 18,600    | 57.**     | kiesett  | kiesett  |
| Francesco Colombo                                                                                  | Gyűrű            | 18,575    | 60.***    | kiesett  | kiesett  |
| Francesco Colombo                                                                                  | Lólengés         | 19,112    | 16.       | kiesett  | kiesett  |
| Francesco Colombo                                                                                  | Egyéni összetett | 56,287    | 107.      | kiesett  | kiesett  |
| Boris Preti Roberto Galli Jury Chechi Paolo Bucci Sergio Luini Marcello Barbieri Francesco Colombo | Csapat összetett |           |           | 564,142  | 12.      |

Női
| Versenyző         | Versenyszám      | Selejtező | Selejtező | Döntő    | Döntő    |
| Versenyző         | Versenyszám      | Pontszám  | Helyezés  | Pontszám | Helyezés |
| ----------------- | ---------------- | --------- | --------- | -------- | -------- |
| Giordana Rocchi   | Talaj            | 18,687    | 64.       | kiesett  | kiesett  |
| Giordana Rocchi   | Ugrás            | 18,837    | 50.       | kiesett  | kiesett  |
| Giordana Rocchi   | Felemás korlát   | 18,450    | 71.*      | kiesett  | kiesett  |
| Giordana Rocchi   | Gerenda          | 18,399    | 50.       | kiesett  | kiesett  |
| Giordana Rocchi   | Egyéni összetett | 74,373    | 46.       | 36,817   | 33.      |
| Francesca Morotti | Talaj            | 18,574    | 69.*      | kiesett  | kiesett  |
| Francesca Morotti | Ugrás            | 18,312    | 82.*      | kiesett  | kiesett  |
| Francesca Morotti | Felemás korlát   | 19,025    | 46.       | kiesett  | kiesett  |
| Francesca Morotti | Gerenda          | 18,124    | 63.       | kiesett  | kiesett  |
| Francesca Morotti | Egyéni összetett | 74,035    | 49.       | kiesett  | kiesett  |

* - egy másik versenyzővel azonos eredményt ért el

** - két másik versenyzővel azonos eredményt ért el

*** - három másik versenyzővel azonos eredményt ért el

### Ritmikus gimnasztika
| Versenyző                                                                                    | Versenyszám | Selejtező | Selejtező | Elődöntő | Elődöntő | Döntő   | Döntő    |
| Versenyző                                                                                    | Versenyszám | Pont      | Hely.     | Pont     | Hely.    | Pont    | Helyezés |
| -------------------------------------------------------------------------------------------- | ----------- | --------- | --------- | -------- | -------- | ------- | -------- |
| Irene Germini                                                                                | Egyéni      | 37,548    | 16.*      | 37,516   | 13.      | kiesett | kiesett  |
| Katia Pietrosanti                                                                            | Egyéni      | 37,099    | 20.       | 37,315   | 14.      | kiesett | kiesett  |
| Manuela Bocchini Valentina Marino Sara Papi Sara Pinciroli Valentina Rovetta Nicoletta Tinti | Csapat      | 38,016    | 7.        |          |          | kiesett | kiesett  |

* - egy másik versenyzővel azonos eredményt ért el

## Úszás
Férfi
| Versenyző                                                                                   | Versenyszám          | Előfutam | Előfutam | Előfutam | Döntő   | Döntő    | Döntő   | Helyezés |
| Versenyző                                                                                   | Versenyszám          | Idő      | Hely.    | Össz.    | Típus   | Idő      | Hely.   | Helyezés |
| ------------------------------------------------------------------------------------------- | -------------------- | -------- | -------- | -------- | ------- | -------- | ------- | -------- |
| René Gusperti                                                                               | 50 m gyors           | 22,85    | 4.       | 15.      | B       | 22,96    | 6.*     | 14.*     |
| Piermaria Siciliano                                                                         | 200 m gyors          | 1:49,88  | 4.       | 13.      | B       | 1:50,07  | 5.      | 13.      |
| Massimiliano Rosolino                                                                       | 200 m gyors          | 1:48,80  | 3.       | 5.       | A       | 1:48,50  | 6.      | 6.       |
| Massimiliano Rosolino                                                                       | 400 m gyors          | 3:51,05  | 2.       | 2.       | A       | 3:51,04  | 6.      | 6.       |
| Emiliano Brembilla                                                                          | 400 m gyors          | 3:49,35  | 1.       | 1.       | A       | 3:49,87  | 4.      | 4.       |
| Emiliano Brembilla                                                                          | 1500 m gyors         | 15:16,72 | 2.       | 4.       | A       | 15:08,58 | 4.      | 4.       |
| Marco Formentini                                                                            | 1500 m gyors         | 15:41,14 | 6.       | 18.      | kiesett | kiesett  | kiesett | kiesett  |
| Massimiliano Rosolino Emanuele Idini Emanuele Merisi Piermaria Siciliano Emiliano Brembilla | 4 × 200 m gyorsváltó | 7:22,69  | 1.       | 5.       | A       | 7:19,92  | 6.      | 6.       |
| Emanuele Merisi                                                                             | 100 m hát            | 55,82    | 3.       | 8.       | A       | 55,53    | 6.      | 6.       |
| Emanuele Merisi                                                                             | 200 m hát            | 2:00,01  | 1.       | 4.       | A       | 1:59,18  | 3.      |          |
| Mirko Mazzari                                                                               | 200 m hát            | 1:59,95  | 2.       | 3.       | A       | 2:01,27  | 7.      | 7.       |
| Andrea Oriana                                                                               | 100 m pillangó       | 56,04    | 8.       | 39.      | kiesett | kiesett  | kiesett | kiesett  |
| Andrea Oriana                                                                               | 200 m pillangó       | 2:00,67  | 6.       | 17.      | kiesett | kiesett  | kiesett | kiesett  |
| Luca Sacchi                                                                                 | 200 m vegyes         | 2:03,24  | 4.       | 9.       | B       | 2:03,49  | 3.      | 11.      |
| Luca Sacchi                                                                                 | 400 m vegyes         | 4:19,63  | 2.       | 7.       | A       | 4:18,31  | 6.      | 6.       |

Női
| Versenyző                                                            | Versenyszám            | Előfutam | Előfutam | Előfutam | Döntő   | Döntő   | Döntő   | Helyezés |
| Versenyző                                                            | Versenyszám            | Idő      | Hely.    | Össz.    | Típus   | Idő     | Hely.   | Helyezés |
| -------------------------------------------------------------------- | ---------------------- | -------- | -------- | -------- | ------- | ------- | ------- | -------- |
| Cecilia Vianini                                                      | 100 m gyors            | 57,17    | 3.       | 24.      | kiesett | kiesett | kiesett | kiesett  |
| Lorenza Vigarani                                                     | 200 m hát              | 2:13,58  | 2.       | 6.*      | A       | 2:14,56 | 7.      | 7.       |
| Manuela Dalla Valle                                                  | 100 m mell             | 1:10,25  | 4.       | 11.      | B       | 1:11,19 | 7.      | 15.      |
| Manuela Dalla Valle                                                  | 200 m mell             | 2:34,76  | 8.       | 26.      | kiesett | kiesett | kiesett | kiesett  |
| Ilaria Tocchini                                                      | 100 m pillangó         | 1:01,83  | 6.       | 17.      | kiesett | kiesett | kiesett | kiesett  |
| Ilaria Tocchini                                                      | 200 m pillangó         | 2:16,10  | 6.       | 17.      | kiesett | kiesett | kiesett | kiesett  |
| Lorenza Vigarani Manuela Dalla Valle Ilaria Tocchini Cecilia Vianini | 4 × 100 m vegyes váltó | 4:10,57  | 4.       | 7.       | A       | 4:10,59 | 8.      | 8.       |

* - egy másik versenyzővel azonos eredményt ért el

## Vitorlázás
Férfi
| Versenyző                    | Versenyszám     | Futam | Futam | Futam | Futam | Futam | Futam | Futam    | Futam    | Futam | Futam | Futam | Pontszám | Helyezés |
| Versenyző                    | Versenyszám     | 1     | 2     | 3     | 4     | 5     | 6     | 7        | 8        | 9     | 10    | 11    | Pontszám | Helyezés |
| ---------------------------- | --------------- | ----- | ----- | ----- | ----- | ----- | ----- | -------- | -------- | ----- | ----- | ----- | -------- | -------- |
| Andrea Zinali                | Szörfvitorlázás | 29    | 28    | 33    | 29    | 23    | 35    | (47 PMS) | (41)     | 41    |       |       | 218,0    | 36.      |
| Luca Devoti                  | Finn dingi      | 7     | (25)  | 21    | 15    | 18    | 9     | 9        | (32 PMS) | 7     | 4     |       | 90,0     | 16.      |
| Matteo Ivaldi Michele Ivaldi | 470-es osztály  | 9     | 4     | 25    | 8     | 14    | (37)  | 17       | 7        | 31    | (37)  | 5     | 120,0    | 15.      |

Női
| Versenyző                    | Versenyszám     | Futam | Futam | Futam | Futam | Futam | Futam | Futam | Futam | Futam | Futam | Futam | Pontszám | Helyezés |
| Versenyző                    | Versenyszám     | 1     | 2     | 3     | 4     | 5     | 6     | 7     | 8     | 9     | 10    | 11    | Pontszám | Helyezés |
| ---------------------------- | --------------- | ----- | ----- | ----- | ----- | ----- | ----- | ----- | ----- | ----- | ----- | ----- | -------- | -------- |
| Alessandra Sensini           | Szörfvitorlázás | 1     | 8     | 1     | 6     | 7     | (15)  | (14)  | 5     | 1     |       |       | 28,0     |          |
| Arianna Bogatec              | Europe          | 15    | 14    | 7     | 9     | 8     | 12    | 2     | (17)  | (20)  | 9     | 17    | 93,0     | 12.      |
| Federica Salvà Manuela Sossi | 470-es osztály  | 11    | 4     | 9     | (15)  | (15)  | 13    | 9     | 9     | 2     | 3     | 4     | 64,0     | 7.       |

Nyílt
| Versenyző                        | Versenyszám | Futam | Futam | Futam | Futam | Futam | Futam | Futam    | Futam | Futam | Futam | Futam | Pontszám | Helyezés |
| Versenyző                        | Versenyszám | 1     | 2     | 3     | 4     | 5     | 6     | 7        | 8     | 9     | 10    | 11    | Pontszám | Helyezés |
| -------------------------------- | ----------- | ----- | ----- | ----- | ----- | ----- | ----- | -------- | ----- | ----- | ----- | ----- | -------- | -------- |
| Francesco Bruni                  | Laser       | 12    | 5     | 11    | 4     | (24)  | 20    | (57 PMS) | 10    | 8     | 3     | 17    | 90,0     | 12.      |
| Enrico Chieffi Roberto Sinibaldi | Csillaghajó | (15)  | 3     | 6     | 6     | 3     | 2     | 5        | 13    | 14    | (26)  |       | 52,0     | 6.       |
| Walter Pirinoli Marco Pirinoli   | Tornádó     | (16)  | 12    | (20)  | 3     | 3     | 5     | 6        | 4     | 5     | 4     | 2     | 44,0     | 5.       |

| Versenyző                                | Versenyszám | Futam | Futam | Futam | Futam | Futam | Futam | Futam | Futam | Futam | Futam | Futam | Futam | Negyeddöntő       | Elődöntő          | Döntő             | Helyezés |
| Versenyző                                | Versenyszám | 1     | 2     | 3     | 4     | 5     | 6     | 7     | 8     | 9     | 10    | Pont  | Hely. | Ellenfél Eredmény | Ellenfél Eredmény | Ellenfél Eredmény | Helyezés |
| ---------------------------------------- | ----------- | ----- | ----- | ----- | ----- | ----- | ----- | ----- | ----- | ----- | ----- | ----- | ----- | ----------------- | ----------------- | ----------------- | -------- |
| Mario Celon Claudio Celon Gianni Torboli | Soling      | 6     | (16)  | 14    | 1     | 8     | 3     | 3     | (16)  | 15    | 19    | 66    | 10.   | kiesett           | kiesett           | kiesett           | 10.      |

## Vívás
Férfi
| Versenyző                                       | Versenyszám       | Selejtező         | 32-es főtábla                         | Nyolcaddöntő                   | Negyeddöntő                                                                    | Elődöntő                                                                                    | Bronz- mérkőzés | Döntő                                                                                | Helyezés |
| Versenyző                                       | Versenyszám       | Ellenfél Eredmény | Ellenfél Eredmény                     | Ellenfél Eredmény              | Ellenfél Eredmény                                                              | Ellenfél Eredmény                                                                           | Ellenfél Eredmény | Ellenfél Eredmény                                                                    | Helyezés |
| ----------------------------------------------- | ----------------- | ----------------- | ------------------------------------- | ------------------------------ | ------------------------------------------------------------------------------ | ------------------------------------------------------------------------------------------- | --- | ------------------------------------------------------------------------------------ | -------- |
| Alessandro Puccini                              | Tőr, egyéni       | erőnyerő          | Olekszij Brizhalov (UKR) · 15–12      | Ryszard Sobczak (POL) · 15–4   | Kim Jongho (Kim Yeong-ho) (KOR) · 15–14                                        | Franck Boidin (FRA) · 15–13                                                                 | | Lionel Plumenail (FRA) · 15–12                                                       |          |
| Stefano Cerioni                                 | Tőr, egyéni       | erőnyerő          | Piotr Kiełpikowski (POL) · 7–15       | kiesett                        | kiesett                                                                        | kiesett                                                                                     | kiesett | kiesett                                                                              | 18.      |
| Marco Arpino                                    | Tőr, egyéni       | erőnyerő          | Ryszard Sobczak (POL) · 14–15         | kiesett                        | kiesett                                                                        | kiesett                                                                                     | kiesett | kiesett                                                                              | 19.      |
| Sandro Cuomo                                    | Párbajtőr, egyéni | erőnyerő          | Valerij Zaharevics (RUS) · 15–14      | Andrus Kajak (EST) · 15–14     | Imre Géza (HUN) · 14–15                                                        | kiesett                                                                                     | kiesett | kiesett                                                                              | 5.       |
| Angelo Mazzoni                                  | Párbajtőr, egyéni | erőnyerő          | Vital Zaharav (BLR) · 15–11           | Marius Strzalka (GER) · 13–15  | kiesett                                                                        | kiesett                                                                                     | kiesett | kiesett                                                                              | 11.      |
| Maurizio Randazzo                               | Párbajtőr, egyéni | erőnyerő          | Elmar Borrmann (GER) · 14–15          | kiesett                        | kiesett                                                                        | kiesett                                                                                     | kiesett | kiesett                                                                              | 18.      |
| Tonhi Terenzi                                   | Kard, egyéni      | erőnyerő          | Jean-Paul Banos (CAN) · 15–7          | Steffen Wiesinger (GER) · 8–15 | kiesett                                                                        | kiesett                                                                                     | kiesett | kiesett                                                                              | 10.      |
| Luigi Tarantino                                 | Kard, egyéni      | erőnyerő          | Mihai Covaliu (ROU) · mérkőzés nélkül | Vadim Hutcajt (UKR) · 9–15     | kiesett                                                                        | kiesett                                                                                     | kiesett | kiesett                                                                              | 11.      |
| Raffaelo Caserta                                | Kard, egyéni      | erőnyerő          | Fernando Medina (ESP) · 9–15          | kiesett                        | kiesett                                                                        | kiesett                                                                                     | kiesett | kiesett                                                                              | 19.      |
| Alessandro Puccini Marco Arpino Stefano Cerioni | Tőr, csapat       |                   |                                       | erőnyerő                       | Ausztria (AUT) · Joachim Wendt · Marco Falchetto · Michael Ludwig · 36–45      | Az 5–8. helyért · Németország (GER) · Alexander Koch · Uwe Römer · Wolfgang Wienand · 36–45 | A 7. helyért · Dél-Korea (KOR) · Csong Szugi (Jeong Su-gi) · Kim Jongguk (Kim Yong-guk) · Kim Jongho (Kim Yeong-ho) · 34–45 |                                                                                      | 8.       |
| Sandro Cuomo Angelo Mazzoni Maurizio Randazzo   | Párbajtőr, csapat |                   |                                       | erőnyerő                       | Egyesült Államok (USA) · Tamir Bloom · Jim Carpenter · Mike Marx · 45–44       | Németország (GER) · Elmar Borrmann · Arnd Schmitt · Marius Strzalka · 45–44                 | | Oroszország (RUS) · Alekszandr Beketov · Pavel Kolobkov · Valerij Zaharevics · 45–43 |          |
| Luigi Tarantino Raffaelo Caserta Tonhi Terenzi  | Kard, csapat      |                   |                                       | erőnyerő                       | Németország (GER) · Felix Becker · Frank Bleckmann · Steffen Wiesinger · 45–42 | Oroszország (RUS) · Grigorij Kirijenko · Szergej Sarikov · Sztanyiszlav Pozdnyakov · 28–45  | Lengyelország (POL) · Janusz Olech · Norbert Jaskot · Rafał Sznajder · 45–37                                                |                                                                                      |          |

Női
| Versenyző                                                        | Versenyszám       | Selejtező                   | 32-es főtábla                               | Nyolcaddöntő                         | Negyeddöntő                                                             | Elődöntő                                                                     | Bronz- mérkőzés                      | Döntő | Helyezés |
| Versenyző                                                        | Versenyszám       | Ellenfél Eredmény           | Ellenfél Eredmény                           | Ellenfél Eredmény                    | Ellenfél Eredmény                                                       | Ellenfél Eredmény                                                            | Ellenfél Eredmény                    | Ellenfél Eredmény                                                                                           | Helyezés |
| ---------------------------------------------------------------- | ----------------- | --------------------------- | ------------------------------------------- | ------------------------------------ | ----------------------------------------------------------------------- | ---------------------------------------------------------------------------- | ------------------------------------ | --- | -------- |
| Valentina Vezzali                                                | Tőr, egyéni       | erőnyerő                    | Cson Migjong (Jeon Mi-gyeong) (KOR) · 15–12 | Olga Velicsko (RUS) · 15–13          | Ann Marsh (USA) · 15–10                                                 | Laurence Modaine-Cessac (FRA) · 15–7                                         |                                      | Laura Cârlescu-Badea (ROU) · 10–15                                                                          |          |
| Giovanna Trillini                                                | Tőr, egyéni       | erőnyerő                    | Ivana Georgieva (BUL) · 15–8                | Roxana Scarlat (ROU) · 15–11         | Xiao Aihua (CHN) · 15–7                                                 | Laura Cârlescu-Badea (ROU) · 14–15                                           | Laurence Modaine-Cessac (FRA) · 15–9 | |          |
| Diana Bianchedi                                                  | Tőr, egyéni       | erőnyerő                    | Wang Huifeng (CHN) · 15–10                  | Laurence Modaine-Cessac (FRA) · 0–15 | kiesett                                                                 | kiesett                                                                      | kiesett                              | kiesett | 9.       |
| Margherita Zalaffi                                               | Párbajtőr, egyéni | erőnyerő                    | Karina Aznavurjan (RUS) · 15–12             | Claudia Bokel (GER) · 15–8           | Eva-Maria Ittner (GER) · 15–10                                          | Valérie Barlois-Mevel-Leroux (FRA) · 6–15                                    | Szalay Gyöngyi (HUN) · 13–15         | | 4.       |
| Elisa Uga                                                        | Párbajtőr, egyéni | erőnyerő                    | Marija Mazina (RUS) · 15–9                  | Nagy Tímea (HUN) · 9–15              | kiesett                                                                 | kiesett                                                                      | kiesett                              | kiesett | 14.      |
| Laura Chiesa                                                     | Párbajtőr, egyéni | Elaine Cheris (USA) · 15–13 | Laura Flessel-Colovic (FRA) · 10–15         | kiesett                              | kiesett                                                                 | kiesett                                                                      | kiesett                              | kiesett | 26.      |
| Francesca Bortolozzi-Borella Giovanna Trillini Valentina Vezzali | Tőr, csapat       |                             |                                             | erőnyerő                             | Kína (CHN) · Liang Jun · Wang Huifeng · Xiao Aihua · 45–24              | Magyarország (HUN) · Mohamed Aida · Lantos Gabriella · Jánosi Zsuzsa · 45–42 |                                      | Románia (ROU) · Laura Cârlescu-Badea · Reka Zsofia Lazăr-Szabo · Roxana Scarlat · 45–33                     |          |
| Elisa Uga Laura Chiesa Margherita Zalaffi                        | Párbajtőr, csapat |                             |                                             | erőnyerő                             | Észtország (EST) · Heidi Rohi · Maarika Võsu · Oksana Yermakova · 45–38 | Magyarország (HUN) · Hormay Adrienn · Szalay Gyöngyi · Nagy Tímea · 45–32    |                                      | Franciaország (FRA) · Laura Flessel-Colovic · Sophie Moressée-Pichot · Valérie Barlois-Mevel-Leroux · 33–45 |          |

## Vízilabda
| Olasz férfi vízilabdacsapat-játékoskeret                                                                                                 | Olasz férfi vízilabdacsapat-játékoskeret                                                                          |
| --- | --- |
| - Alberto Angelini - Francesco Attolico - Fabio Bencivenga - Alessandro Bovo - Alessandro Calcaterra - Roberto Calcaterra - Marco Gerini | - Alberto Ghibellini - Luca Giustolisi - Amedeo Pomilio - Francesco Postiglione - Carlo Silipo - Leonardo Sottani |

### Eredmények
Csoportkör
B csoport
| Csapat                 | M | Gy | D | V | G+ | G– | Gk  | P  |
| ---------------------- | - | -- | - | - | -- | -- | --- | -- |
| Olaszország (ITA)      | 5 | 5  | 0 | 0 | 48 | 38 | +10 | 10 |
| Egyesült Államok (USA) | 5 | 4  | 0 | 1 | 45 | 37 | +8  | 8  |
| Horvátország (CRO)     | 5 | 3  | 0 | 2 | 51 | 39 | +12 | 6  |
| Görögország (GRE)      | 5 | 2  | 0 | 3 | 37 | 38 | –1  | 4  |
| Románia (ROU)          | 5 | 0  | 1 | 4 | 31 | 45 | –14 | 1  |
| Ukrajna (UKR)          | 5 | 0  | 1 | 4 | 33 | 48 | –15 | 1  |

| 1996. július 20. 22:00 | Olaszország (ITA)    | 10–7 | Egyesült Államok (USA) | Játékvezetők: Francois Simons (BEL), Vladimir Prikhodko (KAZ) |
| 1996. július 20. 22:00 | (3–1, 1–3, 2–0, 4–3) |      |                        | Játékvezetők: Francois Simons (BEL), Vladimir Prikhodko (KAZ) |
| 1996. július 20. 22:00 | három játékos 2      |      | McNair 2               | Játékvezetők: Francois Simons (BEL), Vladimir Prikhodko (KAZ) |

| 1996. július 21. 18:20 | Olaszország (ITA)    | 8–6 | Ukrajna (UKR)            | Játékvezetők: Miroslav Radenovic (YUG), Danie Legare (CAN) |
| 1996. július 21. 18:20 | (2–2, 4–1, 1–1, 1–2) |     |                          | Játékvezetők: Miroslav Radenovic (YUG), Danie Legare (CAN) |
| 1996. július 21. 18:20 | Bencivenga, Silipo 2 |     | Potulnickij, Kovalenko 2 | Játékvezetők: Miroslav Radenovic (YUG), Danie Legare (CAN) |

| 1996. július 22. 18:20 | Horvátország (CRO)   | 8–10 | Olaszország (ITA) | Játékvezetők: Joaquin Fernandez (ESP), Peter Kerr (AUS) |
| 1996. július 22. 18:20 | (1–3, 2–2, 2–2, 3–3) |      |                   | Játékvezetők: Joaquin Fernandez (ESP), Peter Kerr (AUS) |
| 1996. július 22. 18:20 | három játékos 2      |      | három játékos 2   | Játékvezetők: Joaquin Fernandez (ESP), Peter Kerr (AUS) |

| 1996. július 23. 15:00 | Olaszország (ITA)    | 10–8 | Görögország (GRE) | Játékvezetők: Andrei Afanasiev (RUS), Francois Simons (BEL) |
| 1996. július 23. 15:00 | (1–2, 2–1, 4–3, 3–2) |      |                   | Játékvezetők: Andrei Afanasiev (RUS), Francois Simons (BEL) |
| 1996. július 23. 15:00 | négy játékos 2       |      | három játékos 2   | Játékvezetők: Andrei Afanasiev (RUS), Francois Simons (BEL) |

| 1996. július 24. 18:20 | Olaszország (ITA)    | 10–9 | Románia (ROU)     | Játékvezetők: Joaquin Fernandez (ESP), Kazuhito Wakabayashi (JPN) |
| 1996. július 24. 18:20 | (2–2, 3–3, 3–1, 2–3) |      |                   | Játékvezetők: Joaquin Fernandez (ESP), Kazuhito Wakabayashi (JPN) |
| 1996. július 24. 18:20 | négy játékos 2       |      | Totolici, Hagiu 3 | Játékvezetők: Joaquin Fernandez (ESP), Kazuhito Wakabayashi (JPN) |

Negyeddöntő
| 1996. július 26. 22:10 | Oroszország (RUS)    | 9–11 | Olaszország (ITA) | Játékvezetők: Rolf Ludecke (GER), Francois Simons (BEL) |
| 1996. július 26. 22:10 | (4–4, 3–2, 1–3, 1–2) |      |                   | Játékvezetők: Rolf Ludecke (GER), Francois Simons (BEL) |
| 1996. július 26. 22:10 | Jerisov 3            |      | négy játékos 2    | Játékvezetők: Rolf Ludecke (GER), Francois Simons (BEL) |

Elődöntő
| 1996. július 27. 16:40 | Horvátország (CRO)             | 7–6 (h. u.) | Olaszország (ITA) | Játékvezetők: Vladimir Prikhodko (KAZ), Eugenio Martinez (CUB) |
| 1996. július 27. 16:40 | (0–1, 2–1, 1–0, 1–2, 1–2, 2–0) |             |                   | Játékvezetők: Vladimir Prikhodko (KAZ), Eugenio Martinez (CUB) |
| 1996. július 27. 16:40 | Kreković 4                     |             | Pomilio 2         | Játékvezetők: Vladimir Prikhodko (KAZ), Eugenio Martinez (CUB) |

Bronzmérkőzés
| 1996. július 28. 15:00 | Magyarország (HUN)             | 18–20 (h. u.) | Olaszország (ITA)  | Játékvezetők: Miroslav Radenovic (YUG), Zeljko Klaric (CRO) |
| 1996. július 28. 15:00 | (4–3, 4–4, 3–2, 5–7, 0–3, 2–1) |               |                    | Játékvezetők: Miroslav Radenovic (YUG), Zeljko Klaric (CRO) |
| 1996. július 28. 15:00 | Benedek 4                      |               | Angelini, Silipo 4 | Játékvezetők: Miroslav Radenovic (YUG), Zeljko Klaric (CRO) |

| Csapat            | Helyezés |
| ----------------- | -------- |
| Olaszország (ITA) |          |